# Saignon
Saignon est une commune française située dans le département de Vaucluse, en région Provence-Alpes-Côte d'Azur.
Ses habitants sont appelés les Saignonnais.

## Géographie

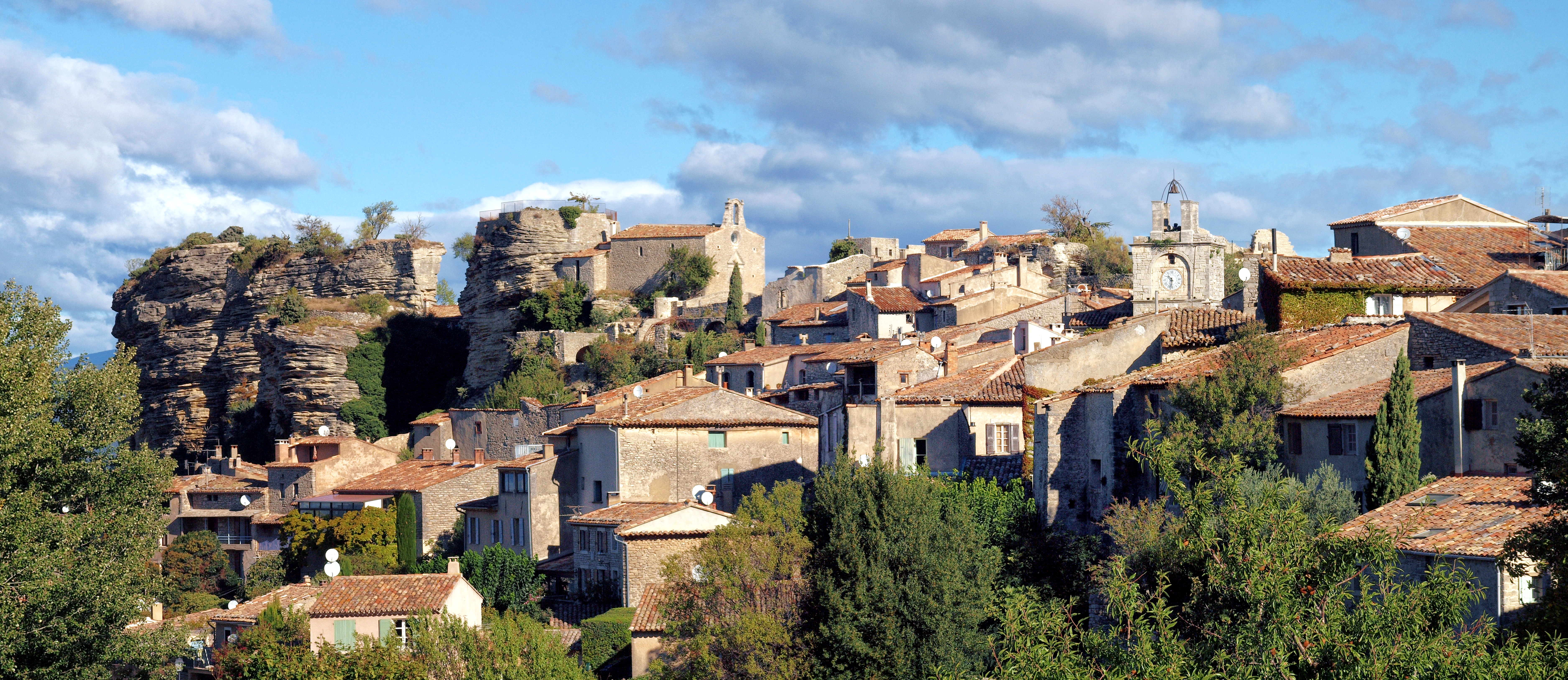
Panorama de Saignon.

### Situation
Saignon est située sur le flanc septentrional de la Montagne du Luberon, dans sa partie Grand Luberon, entre Apt et Auribeau. Elle est adhérente au parc naturel régional du Luberon.

### Géologie et relief

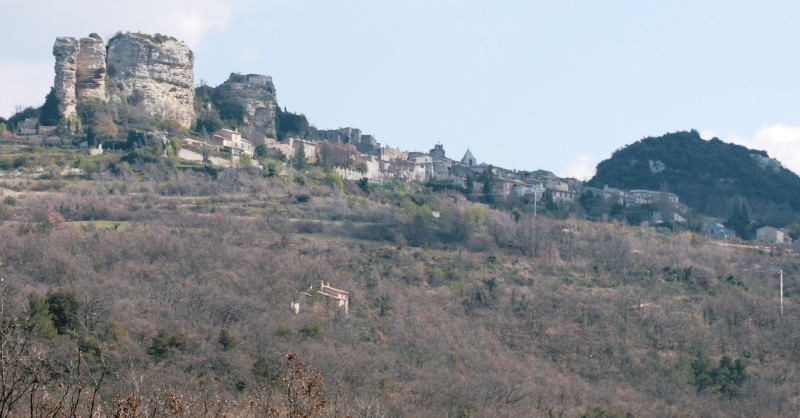
Le rocher de Saignon.

Dans la carrière Négri, la surface d'un banc calcaire mis au jour au cours de l'exploitation a livré une dalle à empreintes de pas en 1981. Elle se situe au lieu-dit Le Carlet, au sud-est de la gare de Saignon. Des centaines d'empreintes sont visibles à la surface de ce paléosol marécageux daté de l'Oligocène. On y a identifié des empreintes de Palaeotherium magnum, Anchilophus radegondensis, Anoplotherium commune, A. latipes, Xiphodon gracile, Pterodon sp. et Hyanodon sp., ainsi que des formes inédites et des empreintes de pattes de gros oiseaux.
Le village est perché en bordure du plateau des Claparèdes. Ce plateau, qui culmine à 821 mètres au lieu-dit l'Ourillon, constitue un relief du bassin d'Apt. Il s'explique par l'existence d'une ride anticlinale parallèle au Luberon.
Le point le plus bas de la commune se situe au niveau du Calavon, à 230 mètres d'altitude, au quartier de la Gare.

### Hydrographie et eaux souterraines
Le cours d'eau collecteur principal est le ruisseau de Calavon (ou Coulon). Il est alimenté par plusieurs affluents, dont les ruisseaux de la Madelaine et du Rimayon.
Au sud, l'Aigue Brun, affluent de la Durance, marque les limites méridionales de la commune.
Cours d'eau sur la commune ou à son aval :
- rivière le coulon ;
- ruisseaux l'aigue brun, le rimayon ;
- vallons du frau, du dévens, de rocsalière ;
- fossé de beylon ;
- ravin de la masque.

### Voies de communication et transports

#### Transports en commun
- Transport en Provence-Alpes-Côte d'Azur
- Services autocars :
  - Lignes départementales : Le village est desservi par 1 ligne départementale[6] :

| Ligne | Tracé                                      |
| ----- | ------------------------------------------ |
| 16.2  | Apt ↔ Saignon ↔ Simiane-la-Rotonde ↔ Banon |

### Sismicité
À l'exception des cantons de Bonnieux, Apt, Cadenet, Cavaillon, et Pertuis classés en zone Ib (risque faible), tous les cantons du département de Vaucluse sont classés en zone Ia (risque très faible). Ce zonage correspond à une sismicité ne se traduisant qu'exceptionnellement par la destruction de bâtiments.
Le 15 juin 1835, à 4 heures du matin, un violent séisme fit trembler la terre sur le versant sud du massif du Luberon et fut ressenti de Castellet à Saignon.

### Climat
Pour des articles plus généraux, voir Climat de Provence-Alpes-Côte d'Azur et Climat de Vaucluse.
En 2010, le climat de la commune est de type climat méditerranéen altéré, selon une étude du Centre national de la recherche scientifique s'appuyant sur une série de données couvrant la période 1971-2000. En 2020, Météo-France publie une typologie des climats de la France métropolitaine dans laquelle la commune est exposée à un climat méditerranéen et est dans la région climatique  Provence, Languedoc-Roussillon, caractérisée par une pluviométrie faible en été, un très bon ensoleillement (2 600 h/an), un été chaud (21,5 °C), un air très sec en été, sec en toutes saisons, des vents forts (fréquence de 40 à 50 % de vents > 5 m/s) et peu de brouillards. 
Pour la période 1971-2000, la température annuelle moyenne est de 12,2 °C, avec une amplitude thermique annuelle de 17,7 °C. Le cumul annuel moyen de précipitations est de 830 mm, avec 5,8 jours de précipitations en janvier et 3,1 jours en juillet. Pour la période 1991-2020, la température moyenne annuelle observée sur la station météorologique de Météo-France la plus proche, « Apt-Viton », sur la commune d'Apt à 3 km à vol d'oiseau, est de 13,9 °C et le cumul annuel moyen de précipitations est de 770,3 mm. 
La température maximale relevée sur cette station est de 43,6 °C, atteinte le 28 juin 2019 ; la température minimale est de −16,4 °C, atteinte le 7 janvier 1985,,. 
Les paramètres climatiques de la commune ont été estimés pour le milieu du siècle (2041-2070) selon différents scénarios d'émission de gaz à effet de serre à partir des nouvelles projections climatiques de référence DRIAS-2020. Ils sont consultables sur un site dédié publié par Météo-France en novembre 2022.

## Urbanisme

### Typologie
Au 1er janvier 2024, Saignon est catégorisée commune rurale à habitat dispersé, selon la nouvelle grille communale de densité à sept niveaux définie par l'Insee en 2022.
Elle appartient à l'unité urbaine d'Apt, une agglomération intra-départementale regroupant trois  communes, dont elle est une commune de la banlieue,,. Par ailleurs la commune fait partie de l'aire d'attraction d'Apt, dont elle est une commune de la couronne,. Cette aire, qui regroupe 18 communes, est catégorisée dans les aires de moins de 50 000 habitants,.

### Occupation des sols
L'occupation des sols de la commune, telle qu'elle ressort de la base de données européenne d’occupation biophysique des sols Corine Land Cover (CLC), est marquée par l'importance des territoires agricoles (58,8 % en 2018), en diminution par rapport à 1990 (61 %). La répartition détaillée en 2018 est la suivante : 
zones agricoles hétérogènes (47,8 %), forêts (36,6 %), terres arables (11 %), milieux à végétation arbustive et/ou herbacée (4,3 %), zones urbanisées (0,3 %). L'évolution de l’occupation des sols de la commune et de ses infrastructures peut être observée sur les différentes représentations cartographiques du territoire : la carte de Cassini (XVIIIe siècle), la carte d'état-major (1820-1866) et les cartes ou photos aériennes de l'IGN pour la période actuelle (1950 à aujourd'hui).

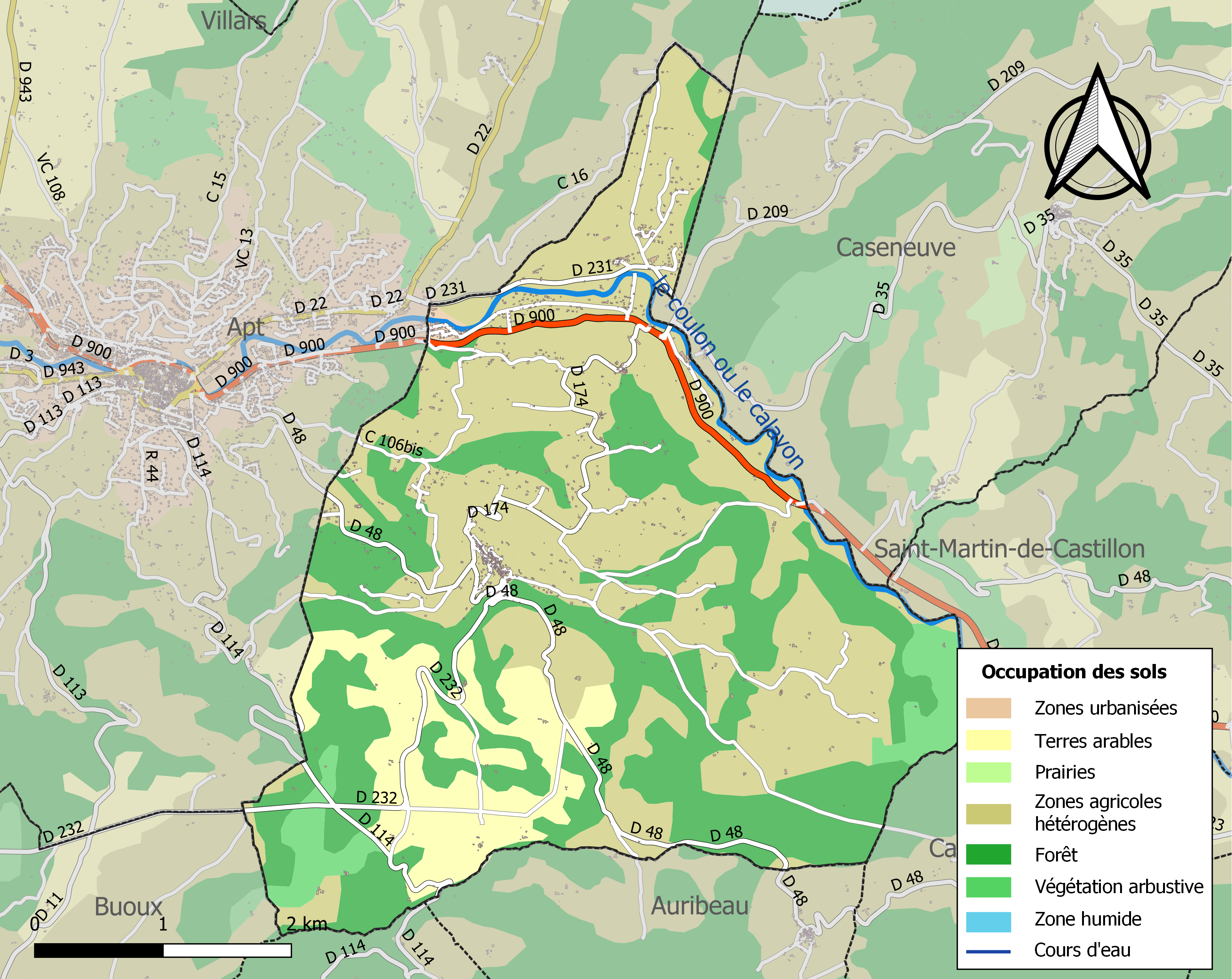
Carte des infrastructures et de l'occupation des sols de la commune en 2018 (CLC).

## Urbanisation
La commune est dotée d'un plan local d'urbanisme qui prend en compte son patrimoine et ses paysages.

### Habitat perché

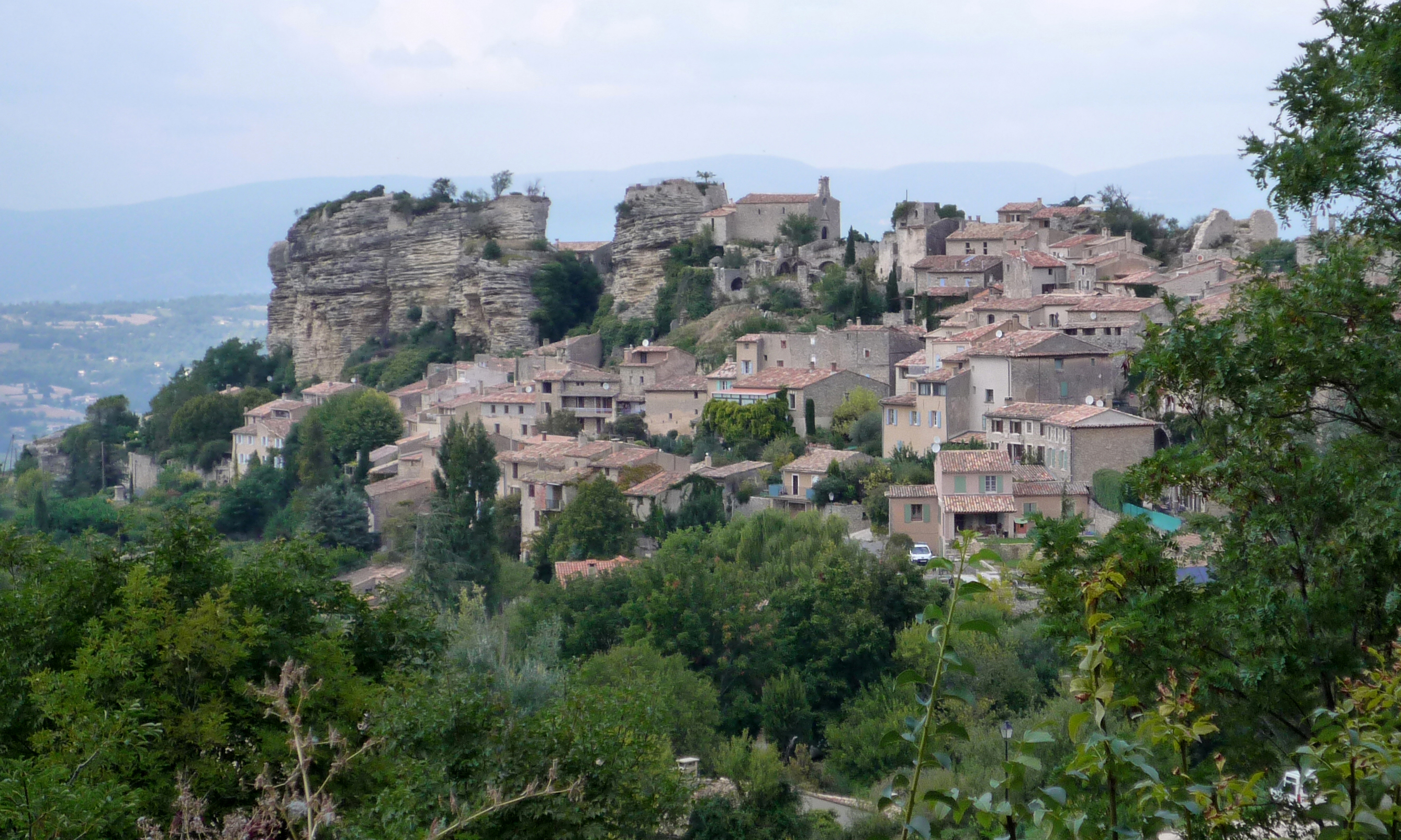
Saignon accroché à son rocher

Ce type d'habitat est considéré comme typiquement provençal, il est surtout typiquement méditerranéen. Ces villages sis sur leur « acropole rocheuse », qui ont gardé leur aspect médiéval, forment par l'orientation des façades de leurs maisons - vers la vallée ou la voie de communication - un véritable front de fortification.
Fernand Benoit souligne leur origine quelquefois préhistorique en signalant que Cicéron, à propos des Ligures qui peuplaient la région, les dénomme castellani, c'est-à-dire habitants des castellas (Brutus, LXXIII, 256).

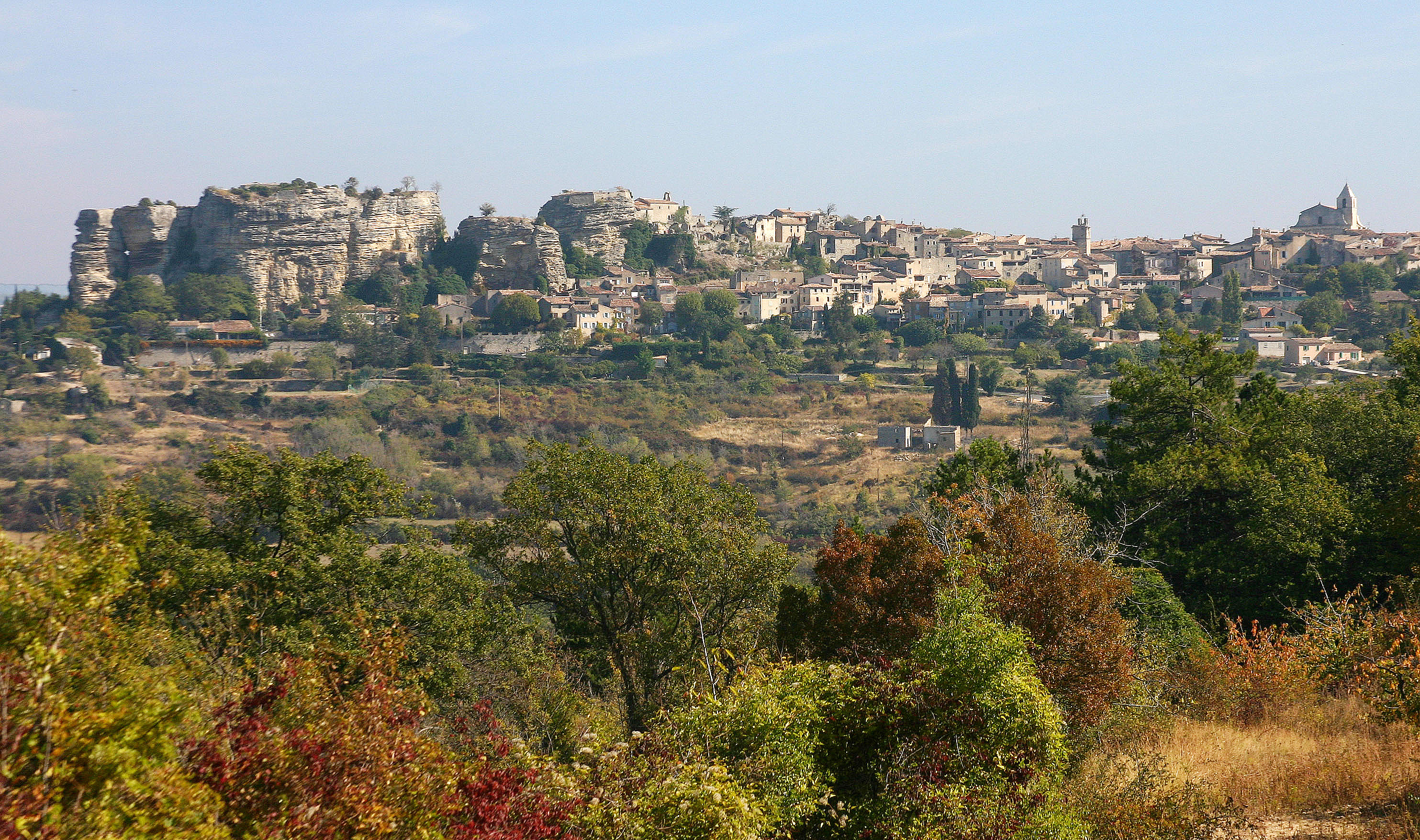
Saignon village perché

Ces villages perchés se trouvent essentiellement dans les zones collinaires dont le terroir est pauvre en alluvions et où l'eau est rare. Ce qui est le cas général en Provence sauf dans la basse vallée du Rhône et dans celle de la Durance, où les terres alluvionnaires abondent et surtout où l'eau est facilement accessible pour chaque propriété grâce à un puits creusé dans la cour de la maison.
De plus, ce groupement en communauté refermée sur elle-même correspond à des régions de petites propriétés, où les seules terres fertiles se situent au fond de quelques vallons, et ce regroupement a facilité l'existence d'un artisanat rural indispensable aux villageois (charron, forgeron, etc.). À contrario, l'habitat dispersé implique de grands domaines qui tendent à vivre en autarcie. D'où la loi émise par Fernand Benoit « La misère groupe l'habitat, l'aisance le disperse ».

### Maison en hauteur
Fernand Benoit explique que « son originalité consiste à placer les bêtes en bas, les hommes au-dessus ». Effectivement ce type d'habitation, qui se retrouve essentiellement dans un village, superpose sous un même toit, suivant une tradition méditerranéenne, le logement des humains à celui des bêtes. La maison en hauteur se subdivise en une étable-remise au rez-de-chaussée, un logement sur un ou deux étages, un grenier dans les combles. Elle était le type de maison réservée aux paysans villageois qui n'avaient que peu de bétail à loger, étant impossible dans un local aussi exigu de faire tenir des chevaux et un attelage.
Elle se retrouve aujourd'hui dans nombre de massifs montagneux ou plateaux de la Provence occidentale.
Ces maisons datent pour la plupart du XVIe siècle, période où les guerres de religion imposèrent de se retrancher derrière les fortifications du village. Celles-ci finies, il y eut un mouvement de sortie pour établir dans la périphérie de l'agglomération des « maisons à terre », plus aptes à recevoir des bâtiments annexes.
En effet, ce type d'habitation, regroupant gens et bêtes dans un village, ne pouvait que rester figé, toute extension lui étant interdite sauf en hauteur. Leur architecture est donc caractéristique : une façade étroite à une ou deux fenêtres, et une élévation ne pouvant dépasser quatre à cinq étages, grenier compris avec sa poulie extérieure pour hisser le fourrage. Actuellement, les seules transformations possibles - ces maisons ayant perdu leur statut agricole - sont d'installer un garage au rez-de-chaussée et de créer de nouvelles chambres au grenier. Pour celles qui ont été restaurées avec goût, on accède toujours à l'étage d'habitation par un escalier accolé à la façade.
La présence de terrasse ou balcon était une constante. La terrasse servait, en priorité, au séchage des fruits et légumes suspendus à un fil de fer. Elle était appelée trihard quand elle accueillait une treille qui recouvrait une pergola rustique. Quand elle formait loggia, des colonnettes soutenant un auvent recouvert de tuiles, elle était nommée galarié ou souleriè.

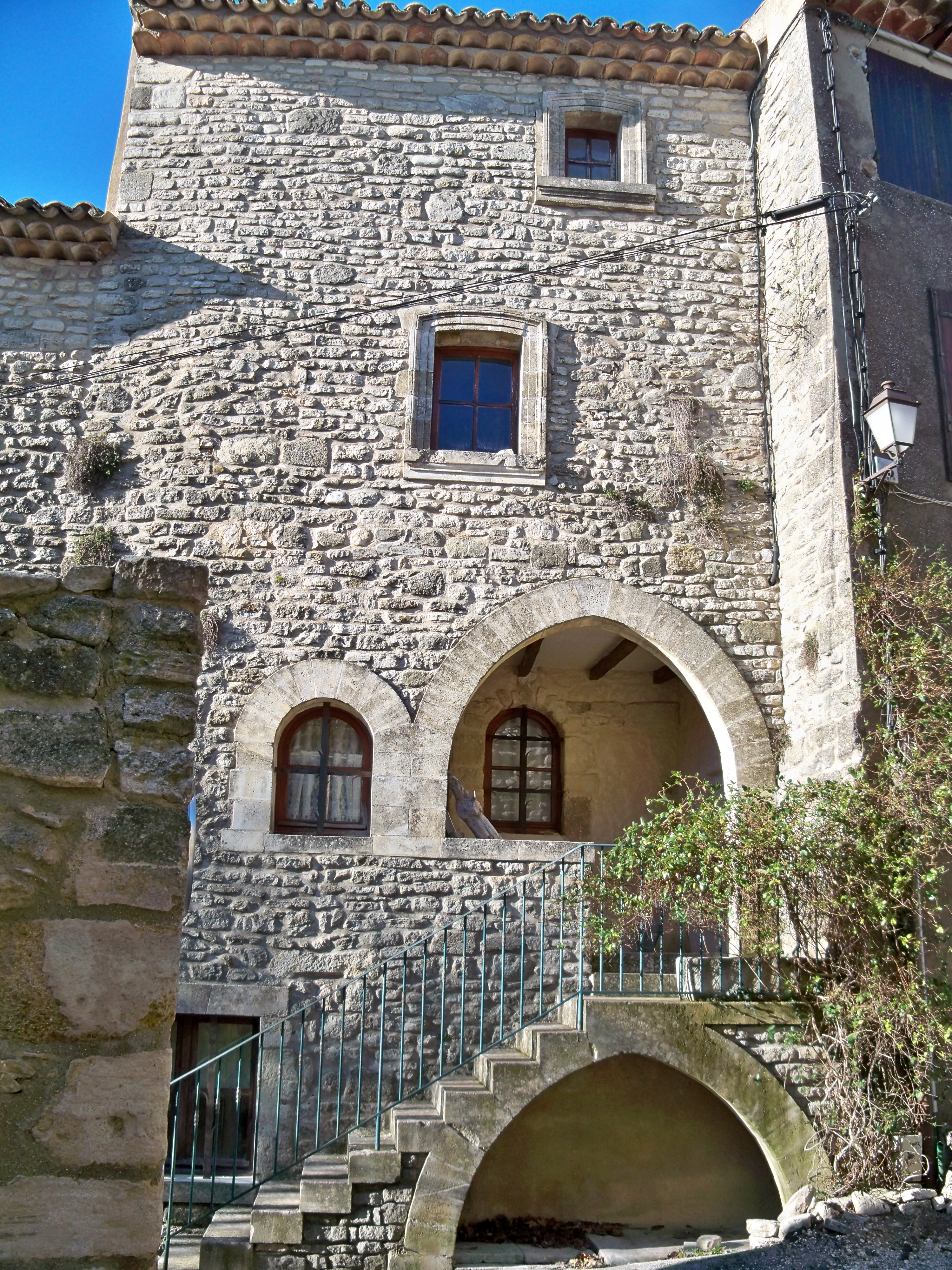
Maison en hauteur dans le village
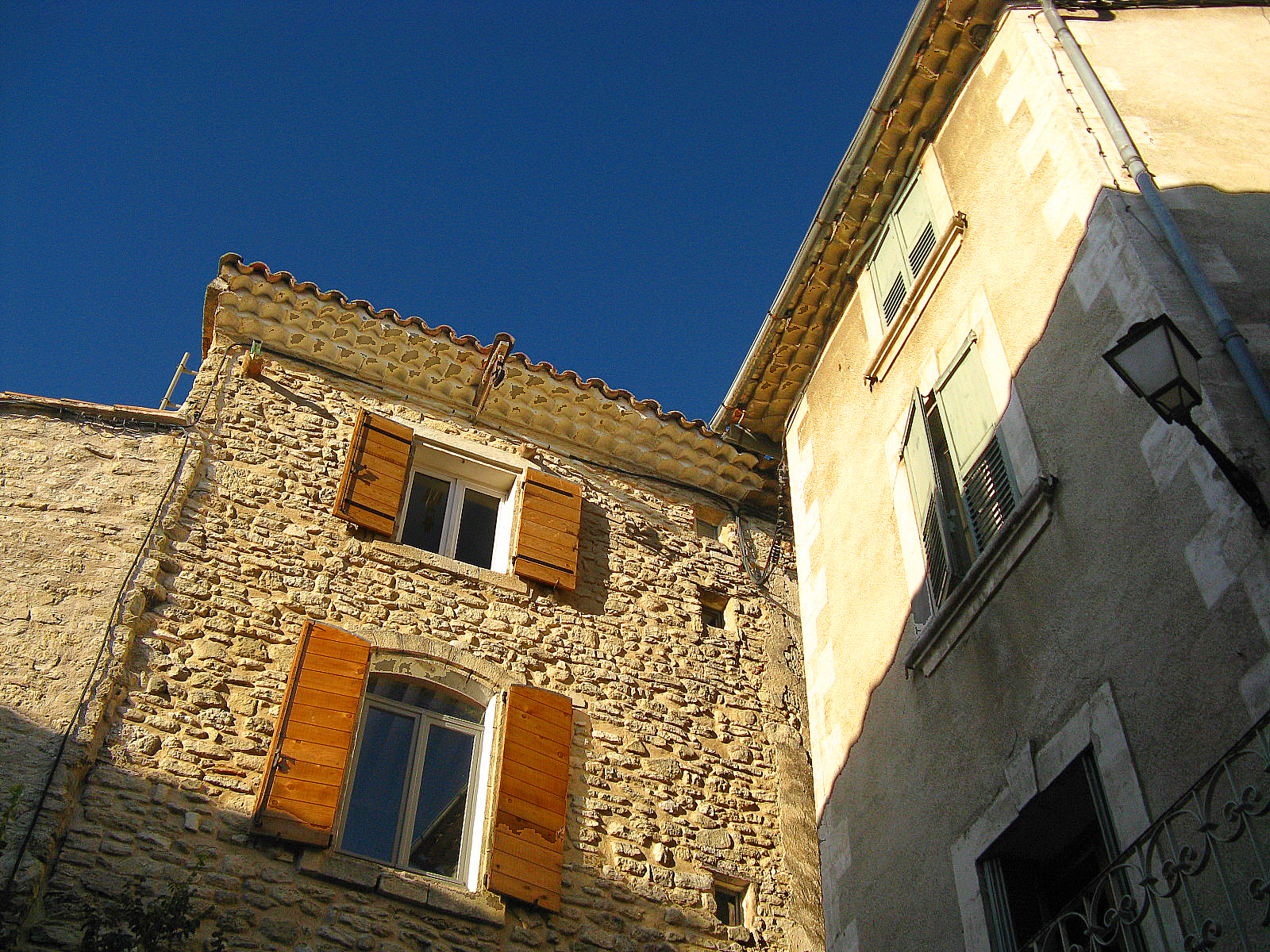
Maison en hauteur ayant conservé sa poulie
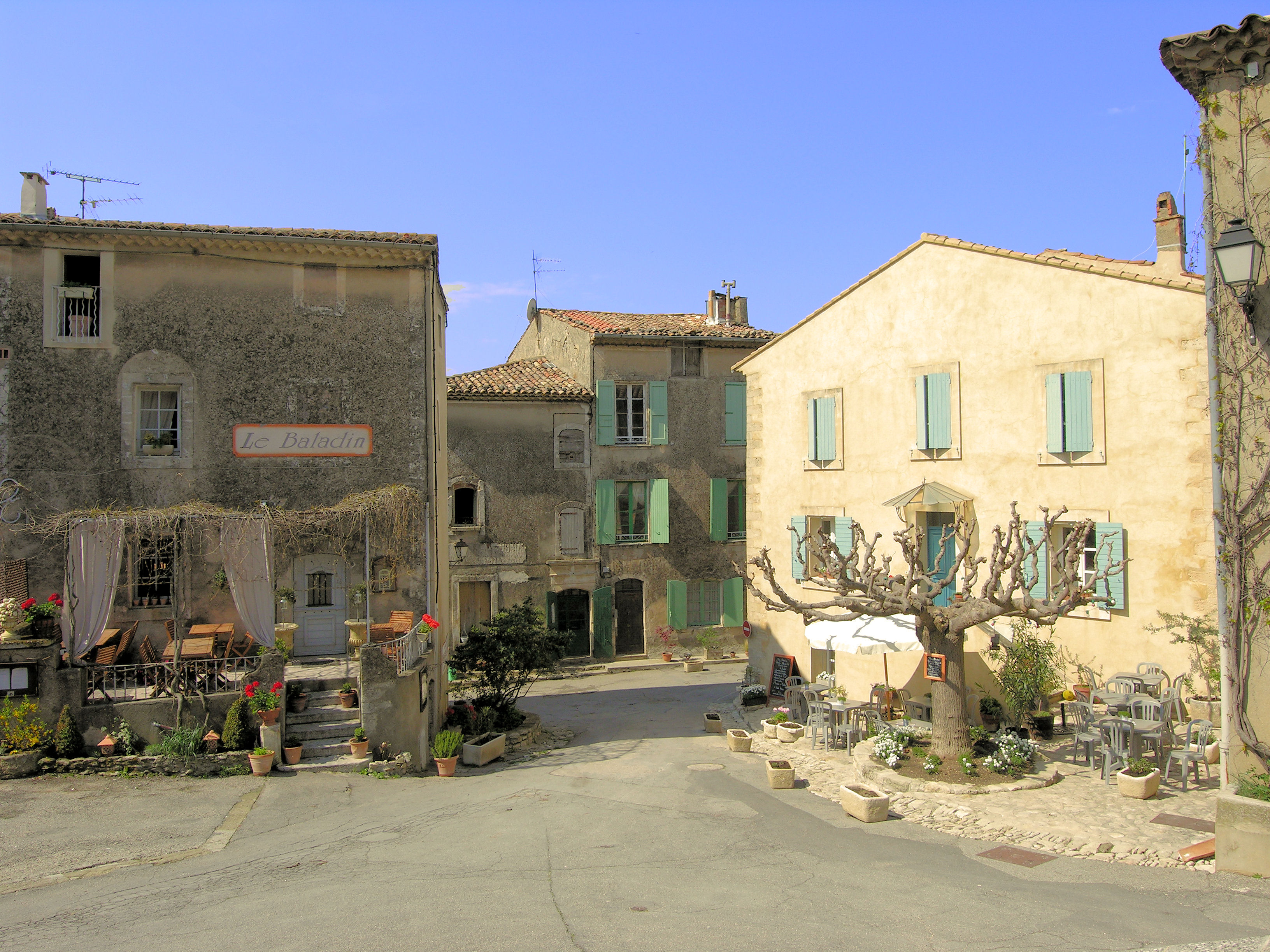
Autres types de maisons en hauteur

### Maison à terre

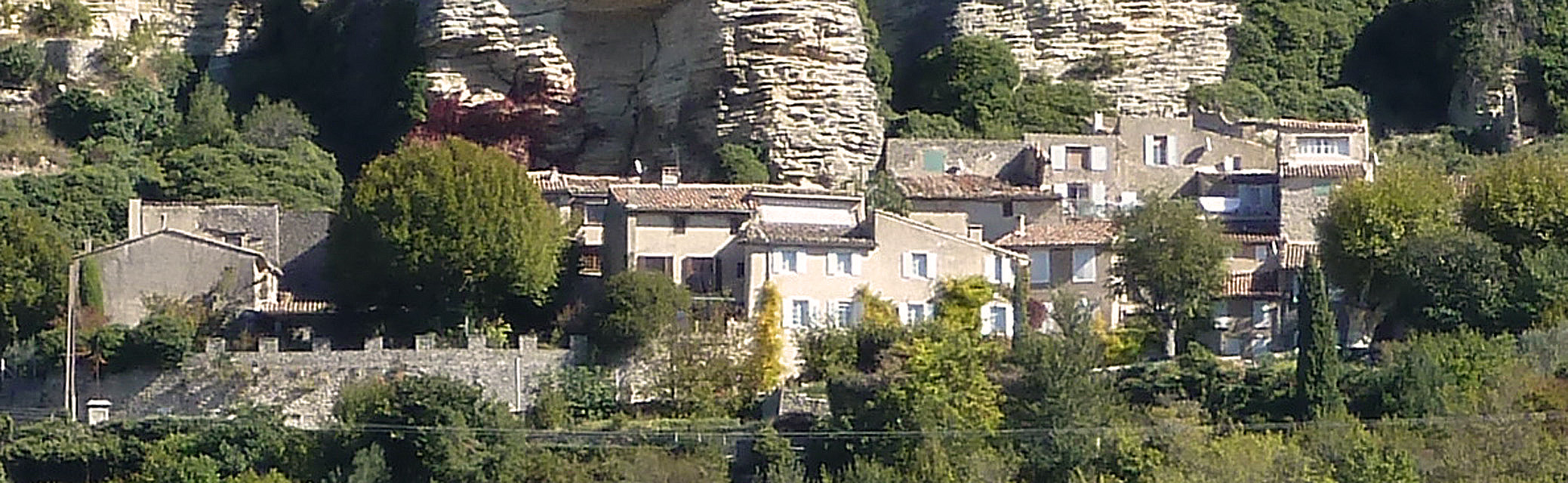
Maisons à terre étalées au bas du rocher de Saignon

Compartimenté dans le sens de la longueur, ce type de maison représente un stade d'évolution plus avancé que la « maison en hauteur ». Il est caractéristique de l'habitat dispersé. C'est l'habitation traditionnelle des pays de « riche culture » et la lavande en fut une.
Ce type de maison est divisé en deux parties très distinctes dans le sens de la longueur. Le rez-de-chaussée est occupé par une salle commune dans laquelle est intégrée la cuisine. Très souvent se trouve à l'arrière un cellier contenant la réserve de vin et une chambre. Un étroit couloir, qui permet d'accéder à l'étage, sépare cet ensemble de la seconde partie réservée aux bêtes. Celle-ci se compose, dans la plupart des cas, d'une remise qui peut servir d'écurie et d'une étable. L'étage est réservé aux chambres et au grenier à foin qui correspond par une trombe avec l'étable et l'écurie.
À cet ensemble, s'ajoutaient des annexes. L'une des principales était la tour du pigeonnier, mais la maison se prolongeait aussi d'une soue à cochons, d'une lapinière, d'un poulailler et d'une bergerie.
Alors qu'aucune maison en hauteur ne disposait de lieu d'aisance, même en ville, la maison à terre permet d'installer ces « lieux » à l'extérieur de l'habitation. Jusqu'au milieu du XXe siècle, c'était un simple abri en planches recouvert de roseaux (canisse) dont l'évacuation se faisait directement sur la fosse à purin ou sur le fumier.
La construction d'un tel ensemble étant étalée dans le temps, il n'y avait aucune conception architecturale préétablie. Chaque propriétaire agissait selon ses nécessités et dans l'ordre de ses priorités. Ce qui permet de voir aujourd'hui l'hétérogénéité de chaque ensemble où les toitures de chaque bâtiment se chevauchent généralement en dégradé.
Chaque maison se personnalisait aussi par son aménagement extérieur. Il y avait pourtant deux constantes. La première était la nécessité d'une treille toujours installée pour protéger l'entrée. Son feuillage filtrait les rayons de soleil l'été, et dès l'automne la chute des feuilles permettait une plus grande luminosité dans la salle commune. La seconde était le puits toujours situé à proximité. Il était soit recouvert d'une construction de pierres sèches en encorbellement qui se fermait par une porte de bois, soit surmonté par deux piliers soutenant un linteau où était accrochée une poulie permettant de faire descendre un seau. L'approvisionnement en eau était très souvent complété par une citerne qui recueillait les eaux de pluie de la toiture.
Le pigeonnier devint, après la Révolution la partie emblématique de ce type d'habitat puisque sa construction signifiait la fin des droits seigneuriaux, celui-ci étant jusqu'alors réservé aux seules maisons nobles. Il était soit directement accolé à la maison, mais aussi indépendant d'elle. Toujours de dimension considérable, puisqu'il était censé ennoblir l'habitat, il s'élevait sur deux étages, le dernier étant seul réservé aux pigeons. Pour protéger ceux-ci d'une invasion de rongeurs, son accès était toujours protégé par un revêtement de carreaux vernissés qui les empêchait d'accéder à l'intérieur.

### Habitat troglodytique

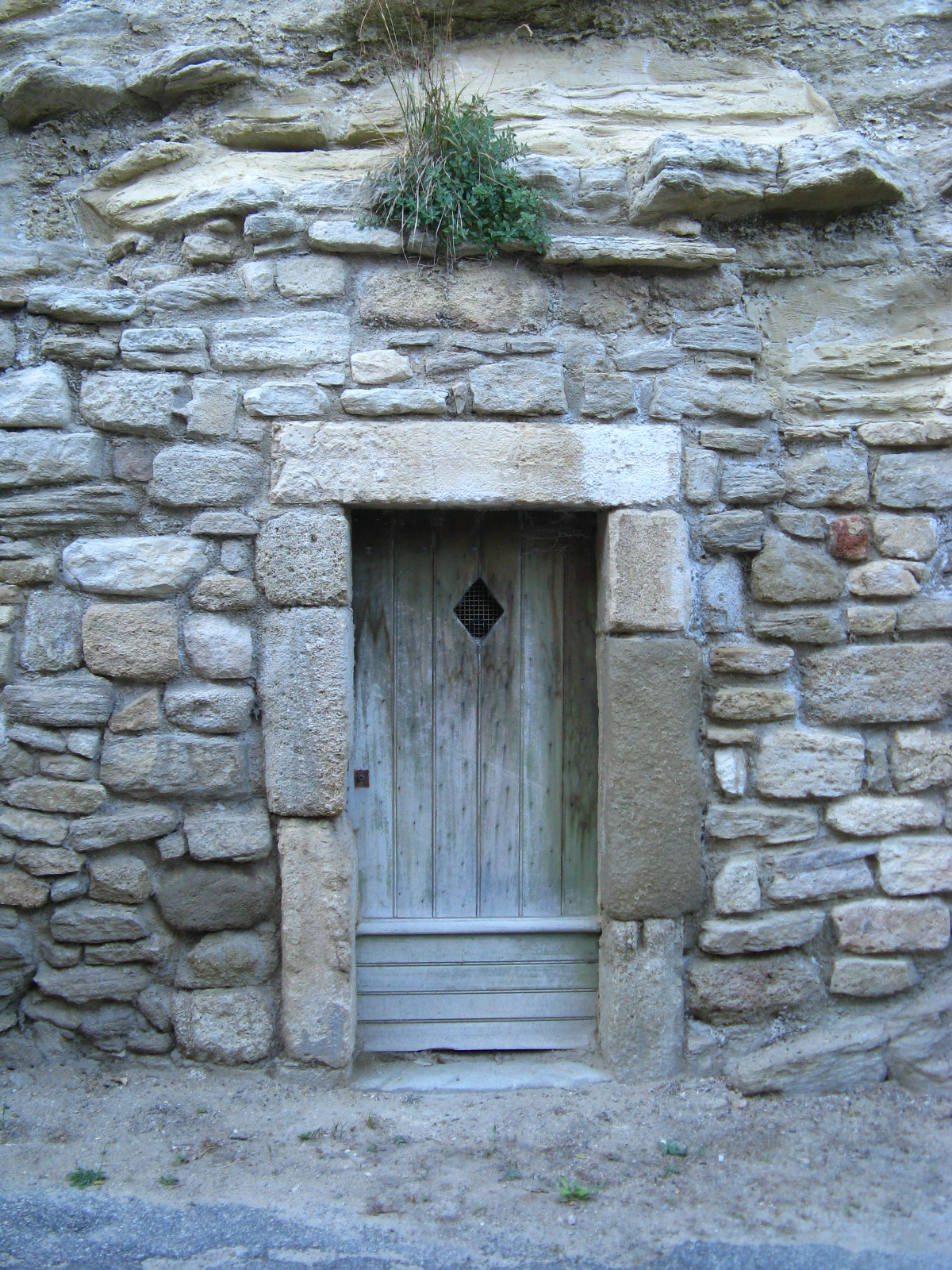
Remise à outils creusée dans le rocher de Saignon.

La première étude sur l'habitat troglodytique en Provence a été menée, entre 1987 et 1988, à la demande du Ministère de la Culture, par Pierre-Yves Dautier, avec l'aide technique du Parc Naturel Régional du Luberon.
L'inventaire de ces différents sites lui a permis de classer ce type d'habitat en deux parties. La première correspond au creusement par l'homme dans les safres du Miocène d'abris rupestres, à vocation d'habitat et à usage agricole.
La seconde est liée à l'occupation des grottes naturelles creusées par l'érosion dans le calcaire urgonien et leur protection en façade par des murs de pierres sèches. Cette utilisation, qui fut quelquefois pérenne, fut le plus souvent due au pastoralisme, et au besoin des bergers d'abriter et de loger leurs troupeaux. Des moulins à huile y furent même construits comme celui de la Croix des Baux à Gordes ou celui du Rocher de Saignon. Dans le Vaucluse, cet habitat se retrouve essentiellement dans les combes des Monts de Vaucluse et du Luberon.

Moulin à huile troglodytique de Saignon
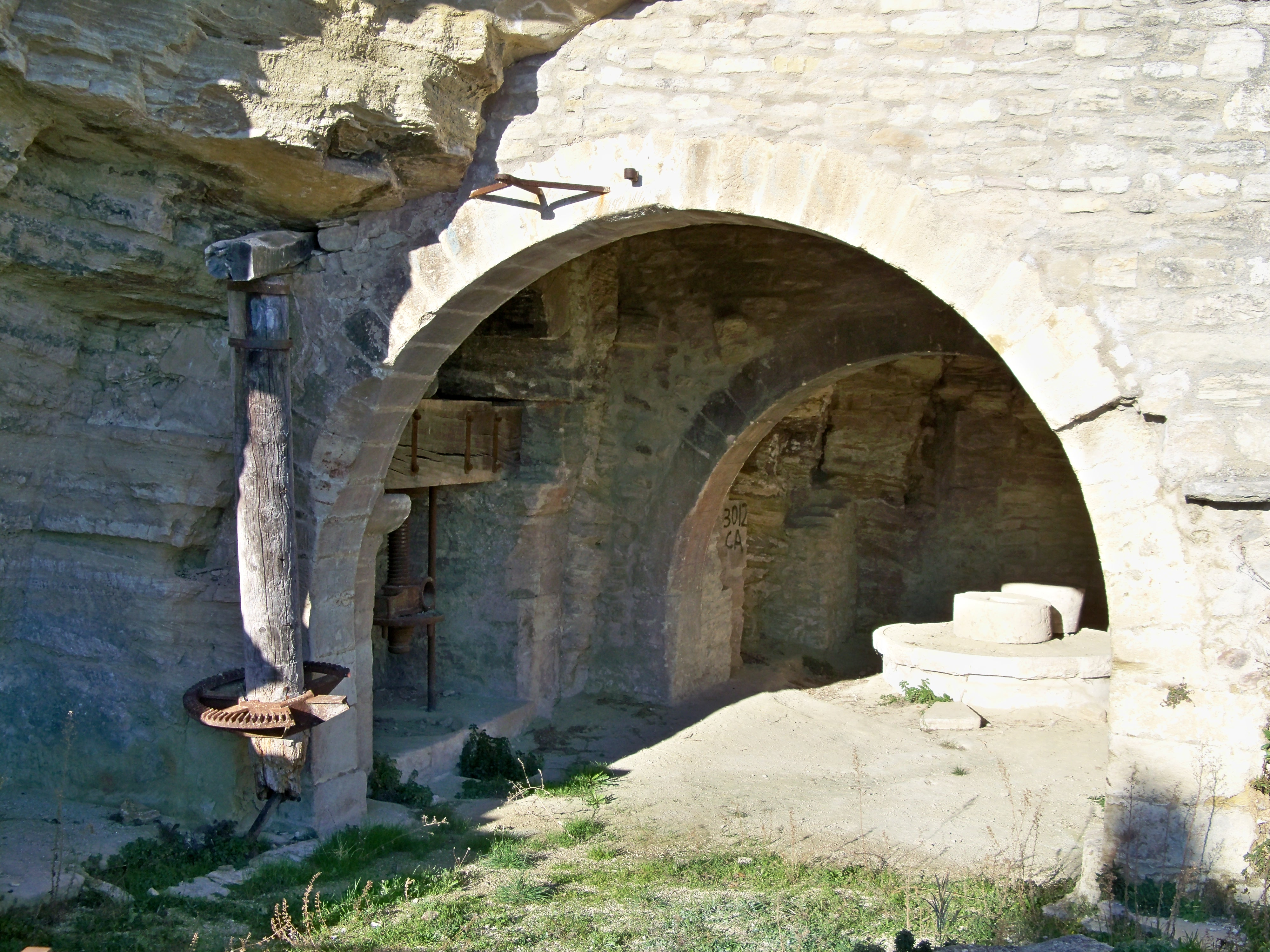
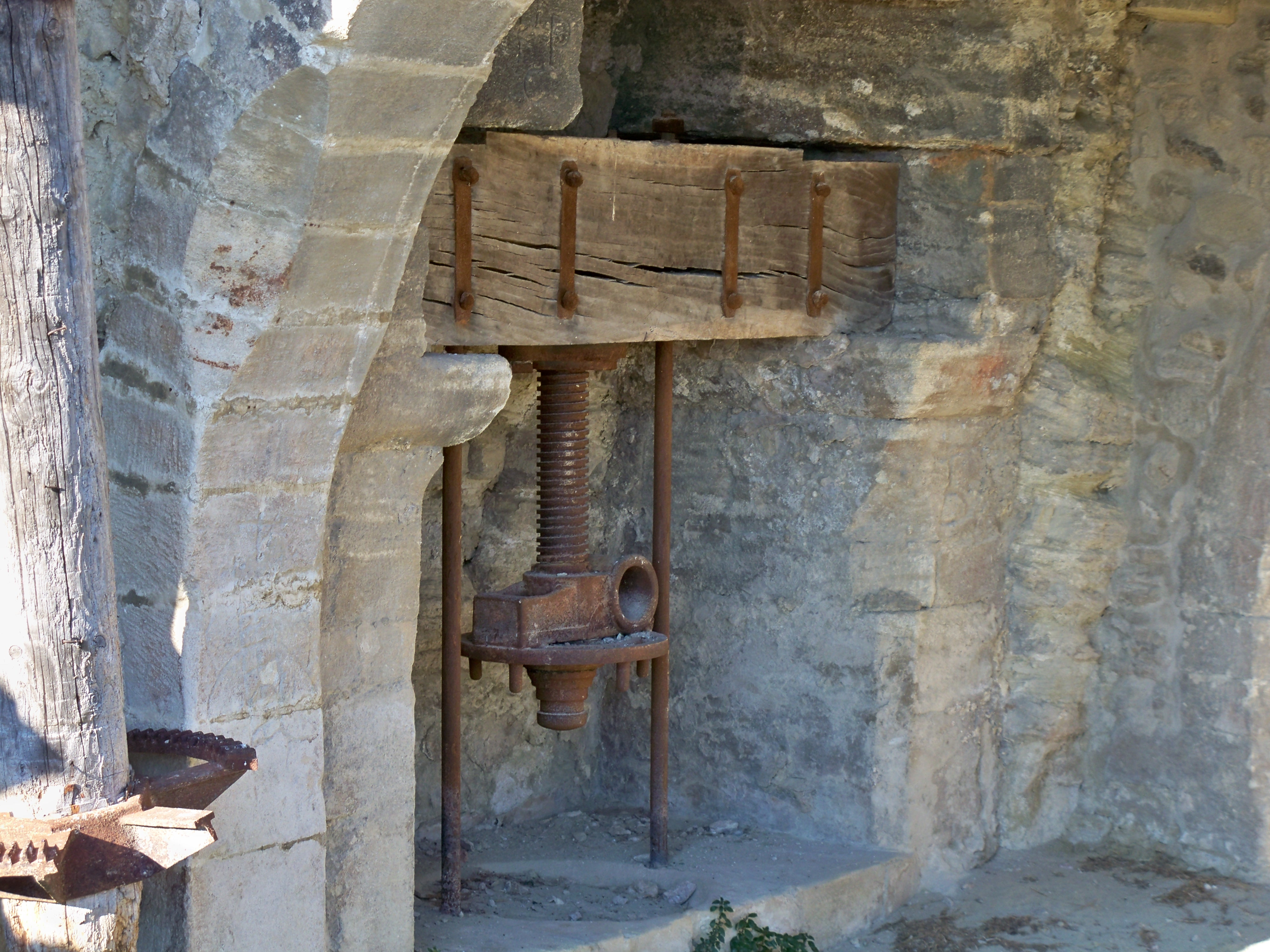
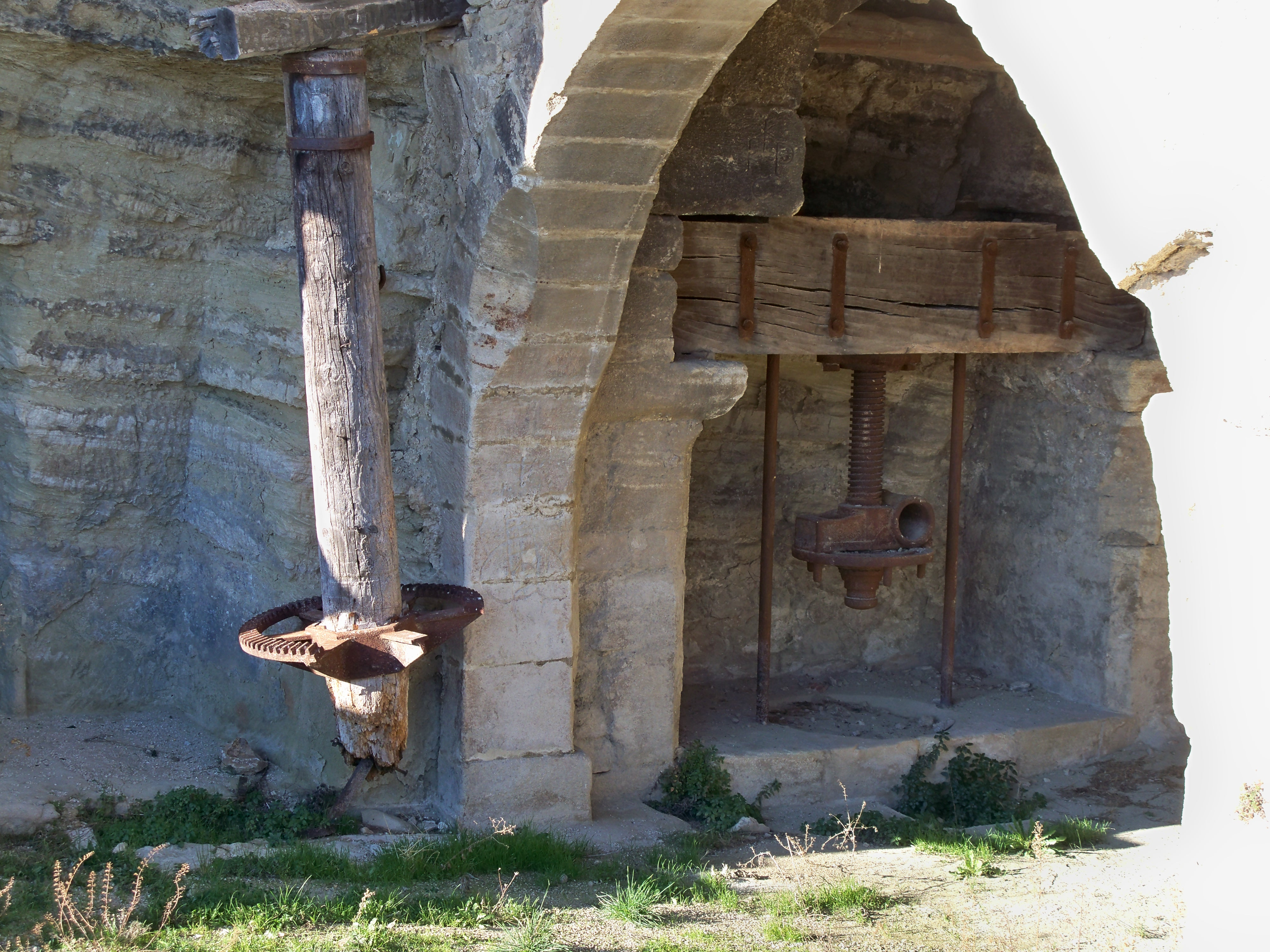
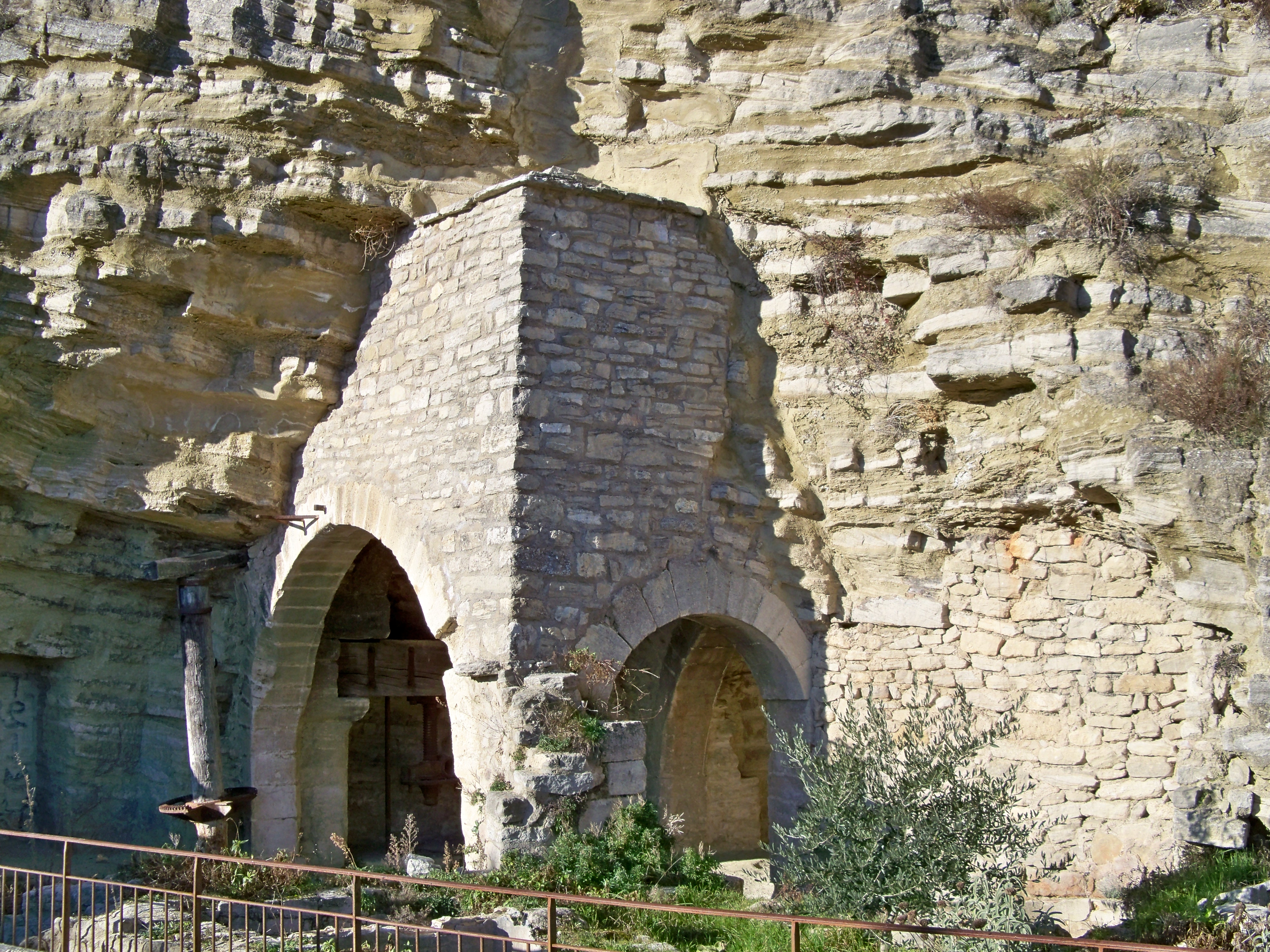

### Cabanon

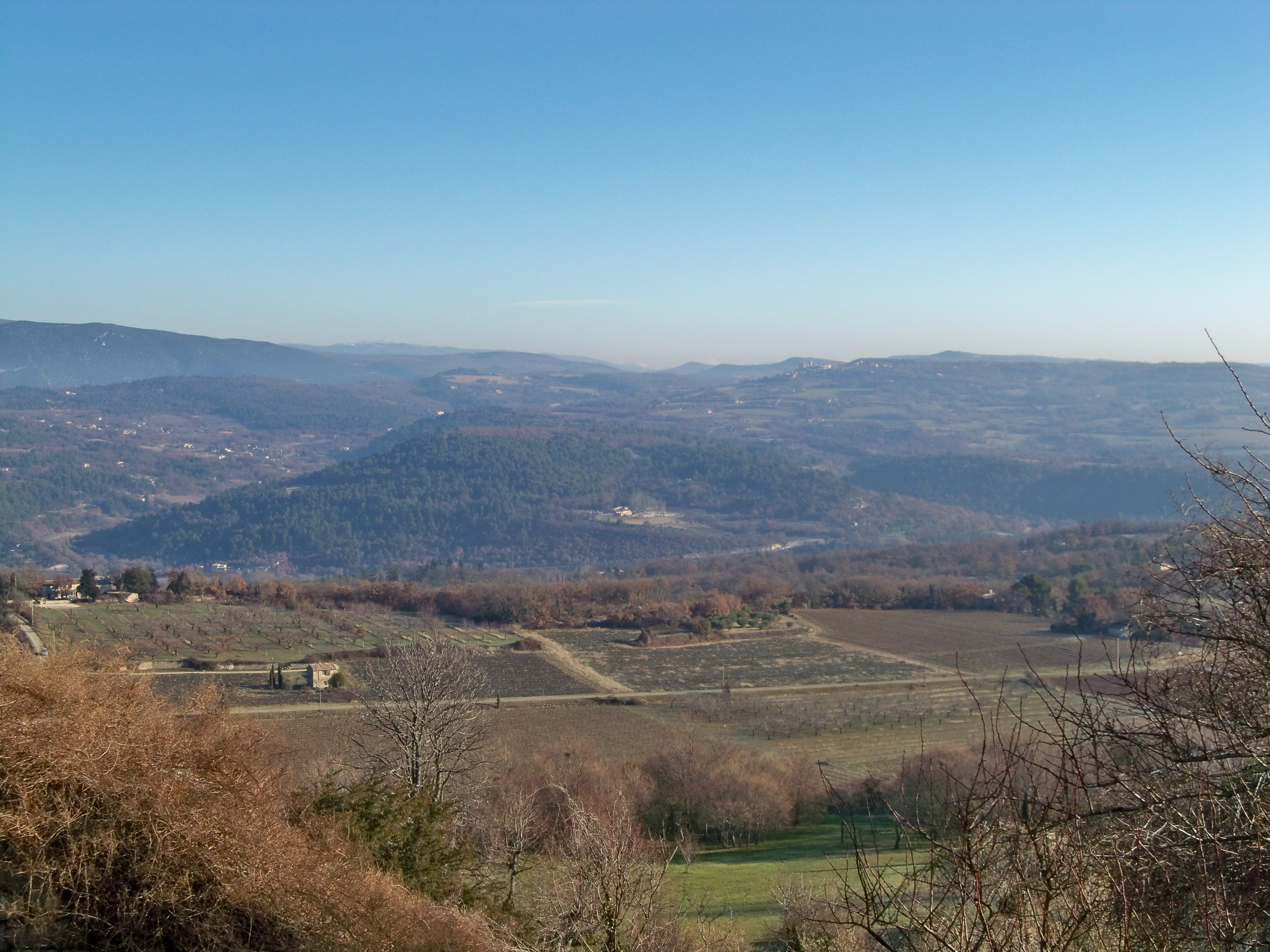
Cabanon et ses trois cyprès au milieu des vignes et des vergers

L'existence de cette « maisonnette des champs » est toujours liée à une activité agricole qui contraint le paysan à rester éloigné de sa résidence habituelle. Dans son étude sur l'habitat rural, Fernand Benoit envisage à la fois le cas du pastoralisme et celui du sédentarisme. Pour le premier, la transhumance, qui permet aux troupeaux d'estiver dans les alpages, implique l'usage d'un habitat sur place de « type élémentaire » pour le berger. Suivant le lieu, il prend l'aspect d'un jas en pierre sèche ou d'une cabane édifiée en matériaux composites. Ce refuge lui sert à la fois d'abri et de laiterie.
Pour le paysan sédentaire, c'est l'éloignement de ses cultures qui impose un habitat aménagé près de son champ. Dans ce dernier cas, le cabanon correspond à un véritable habitat saisonnier qui est utilisé lors des travaux de longue durée.
Ces cabanons, qui se trouvent à l'orée ou au centre du champ, avaient aussi un rôle d'affirmation sociale pour le paysan. Ils étaient considérés comme « le signe de la propriété sur une terre qu'il entendait distinguer du communal ».

### Borie
Le terme provençal bori désigne au sens premier une métairie. Avec son homonyme français borie, il a pris récemment le sens de « cabane de pierre sèche » à la suite de la méprise d'un érudit et de l'exploitation touristiques des vestiges de ce type de construction. Lorsque la cabane a un toit conique, elle est dénommée « cabanon pointu », notamment dans les Alpes provençales (région de Forcalquier). Ce type de construction réalisée uniquement en pierres sèches, permettait au paysan de serrer ses instruments agraires, de protéger sa récolte ou plus spécifiquement sa réserve d'eau et, au besoin, d'y passer la nuit. La borie était donc une annexe temporaire de l'habitat permanent. Elle puise son matériau dans le défoncement et l'épierrage des champs. En Provence, elle est courante dans les régions montueuses, les plateaux secs, les coteaux travaillés en restanques.

Cabanons pointus aux alentours de Saignon
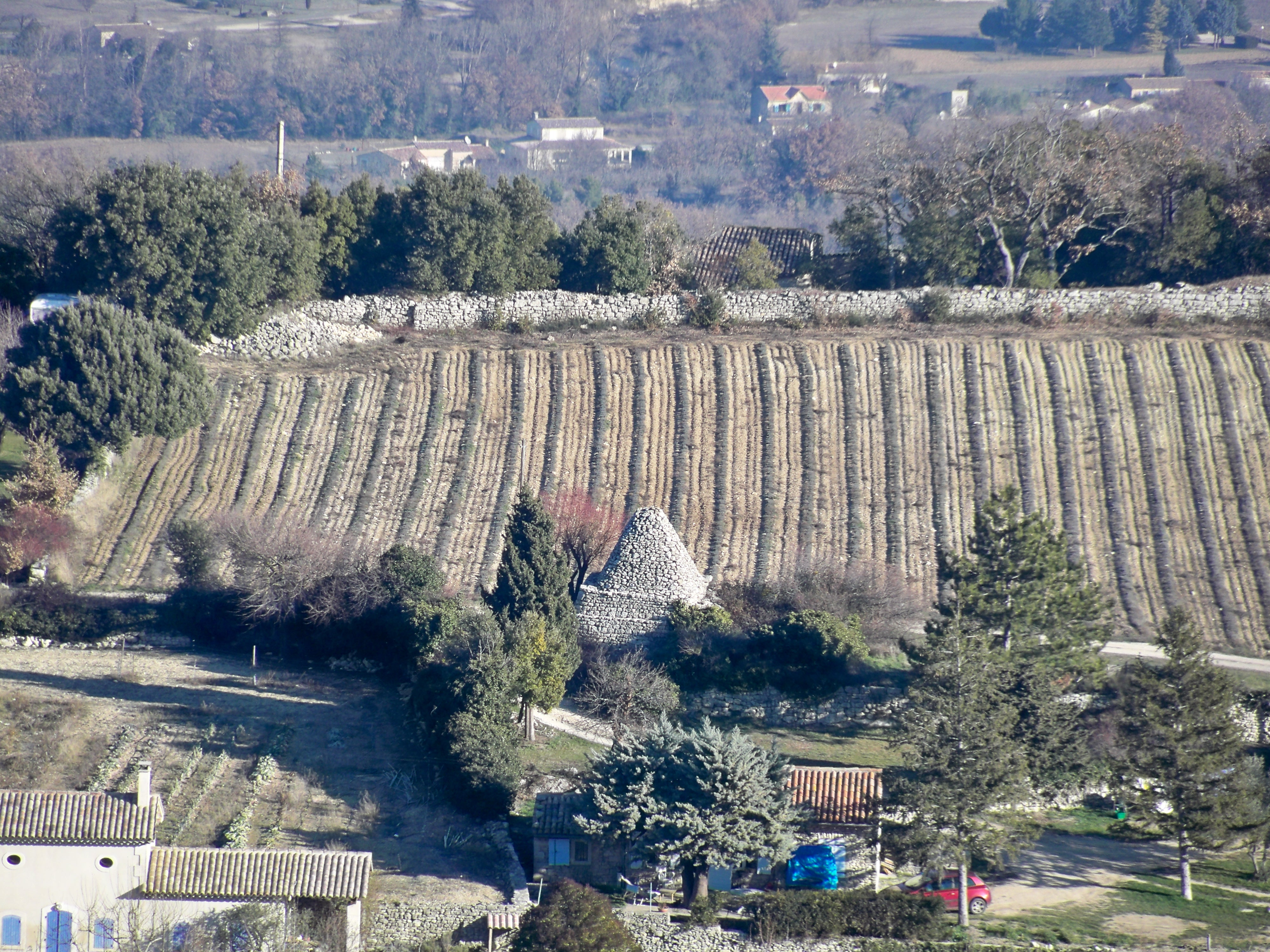
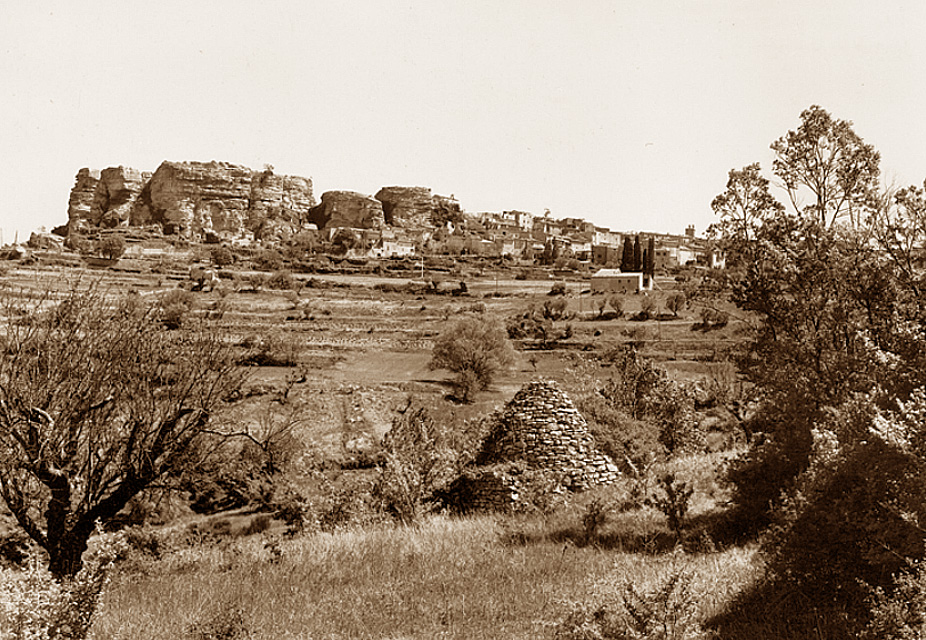
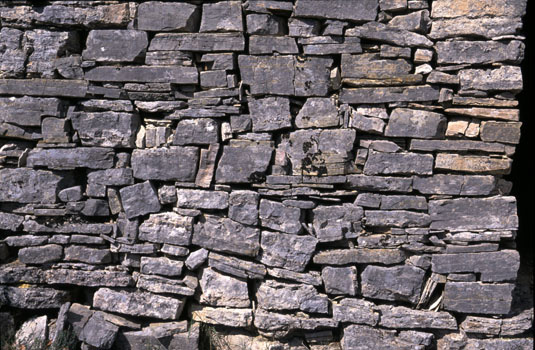
Parement de la façade d'une cabane.

## Toponymie
Ce nom provient d’un homme latin dénommé Sanius qui semble s’être transmis jusqu’au haut Moyen Âge. En effet, une charte du Cartulaire de l'Église d’Apt datée de 906 est signée par un Ansegnone (En’ Segnone).

## Histoire

### Préhistoire et Antiquité
Les Gallo-Romains d’Apta Julia font de ce site, dominé par son rocher, l'un de leurs lieux de villégiature. Sur le «Mont Flavien» sont construites de nombreuses villae dont la Villa Obaga, où ont été exhumés des autels consacrés à Bacchus, Mercure et Mithra ainsi que l’épigraphe à la gloire du quatrovir Valerius Fronton.
À la même époque, au cours du IIe siècle, le site de la Molière, au sommet d’une butte dominant le Calavon, est occupé par un vicus gallo-romain. Une nécropole y a été mise au jour avec quatre sépultures à incinération dont les cendres étaient contenues dans des amphores avec un abondant mobilier funéraire dont maints objets en verre.
Le site des Tourettes, fouillé par Dominique Carru et son équipe, a permis de dégager les ruines d’une villa gallo-romaine essentiellement consacrée à la production d’huile et de vin. Elle fut détruite par une horde barbare vers l’an 275 de notre ère.

### Moyen Âge

Blason des Simiane

Blason des Agoult

Au IXe siècle, ce territoire, comme la quasi-totalité de ceux du « Pagus Aptensis », appartient au noble Robert, l’arrière-grand-père de dom Maïeul de Cluny. Un siècle plus tard, il est le fief de Robert II et Farald II Varacon, fils de Raynouard Ier de Saignon. Ils le rétrocèdent à leur cousin Humbert de Caseneuve. Au cours des générations, cette famille, qui va donner les branches cousines des Agoult-Simiane, se partage cette possession avec sa parentèle les Bot et les Gondon.
Dès 976, est édifié sur le rocher un premier castrum au XIe et XIIe siècles, sous les épiscopats d’Alfant et de Laugier d'Agoult ; il est remplacé par trois forts, clefs de la défense d’Apt : ces trois castri avaient pour nom Crugière, Méjean et la Roche.
L’abbaye Saint-Eusèbe est prospère, et compte 21 prieurés et églises dans sa dépendance en 1154.
Le fief de Saignon relevait du comté de Forcalquier au XIIe siècle. Lorsque ce comté perd son indépendance en 1209, à la mort de Guillaume II, un de ses neveux, Guillaume de Sabran tente de le relever. Après une lutte de dix ans, il passe un accord à Meyrargues le 29 juin 1220 avec Raimond Bérenger IV, comte de Provence et lui aussi héritier du comté de Forcalquier. Par cet accord, la moitié sud du comté, dont Saignon, lui est donnée. Guillaume de Sabran conserve sa moitié de comté jusqu'à sa mort, vers 1250.

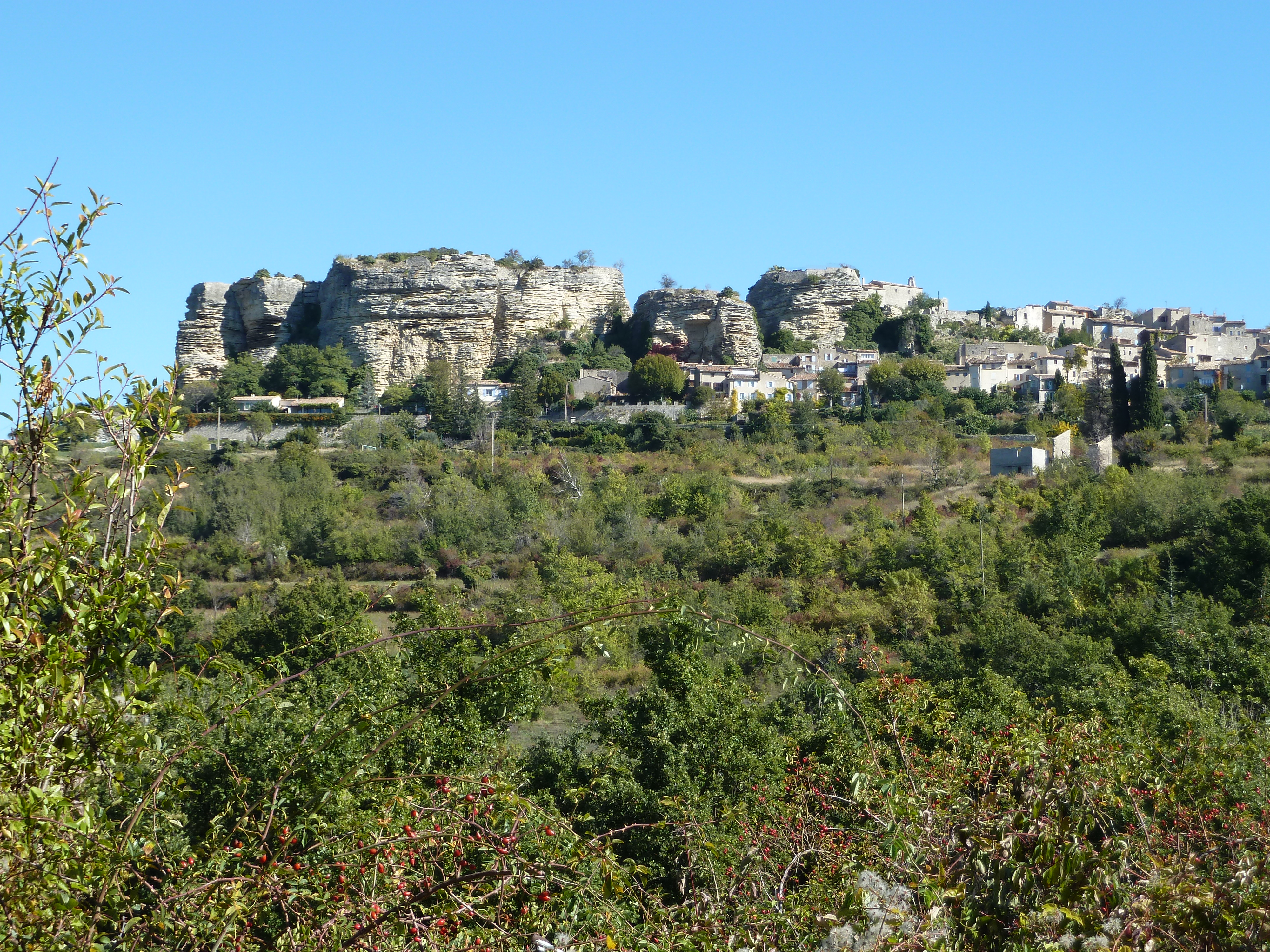
Le rocher où se trouvaient les châteaux de Crugières, Méjeau et la Roche

Au XIIIe siècle, ces trois châteaux sont la cause d’un conflit entre les Simiane et l'Église d’Apt. Il éclate, en 1245, entre l’évêque Guillaume Centullion et Bertrand-Rambaud de Simiane qui s’empare du rocher et rase les fortifications. Ce qui lui vaut d'être excommunié.
La famille s’interpose. Bertrand de Bot obtient un compromis, le 2 juillet 1248, les Simiane renoncent à contester la suzeraineté de l’Église d’Apt sur le rocher et Bertrand-Rambaud voit son excommunication levée par le nouvel évêque Geoffroy de Dalmas.
Calmées, les deux parties vont inféoder Saignon à de multiples co-seigneurs, on en comptera jusqu’à quarante au cours du XIVe siècle. La reine Jeanne, en 1345, récupère l’ensemble du fief à son profit.
La mort de la reine Jeanne 1re ouvre une crise de succession à la tête du comté de Provence, les villes de l’Union d'Aix (1382-1387) soutenant Charles de Duras contre Louis 1er d'Anjou. La communauté de Saignon fait partie des premières à se rallier au parti angevin.

### Temps modernes

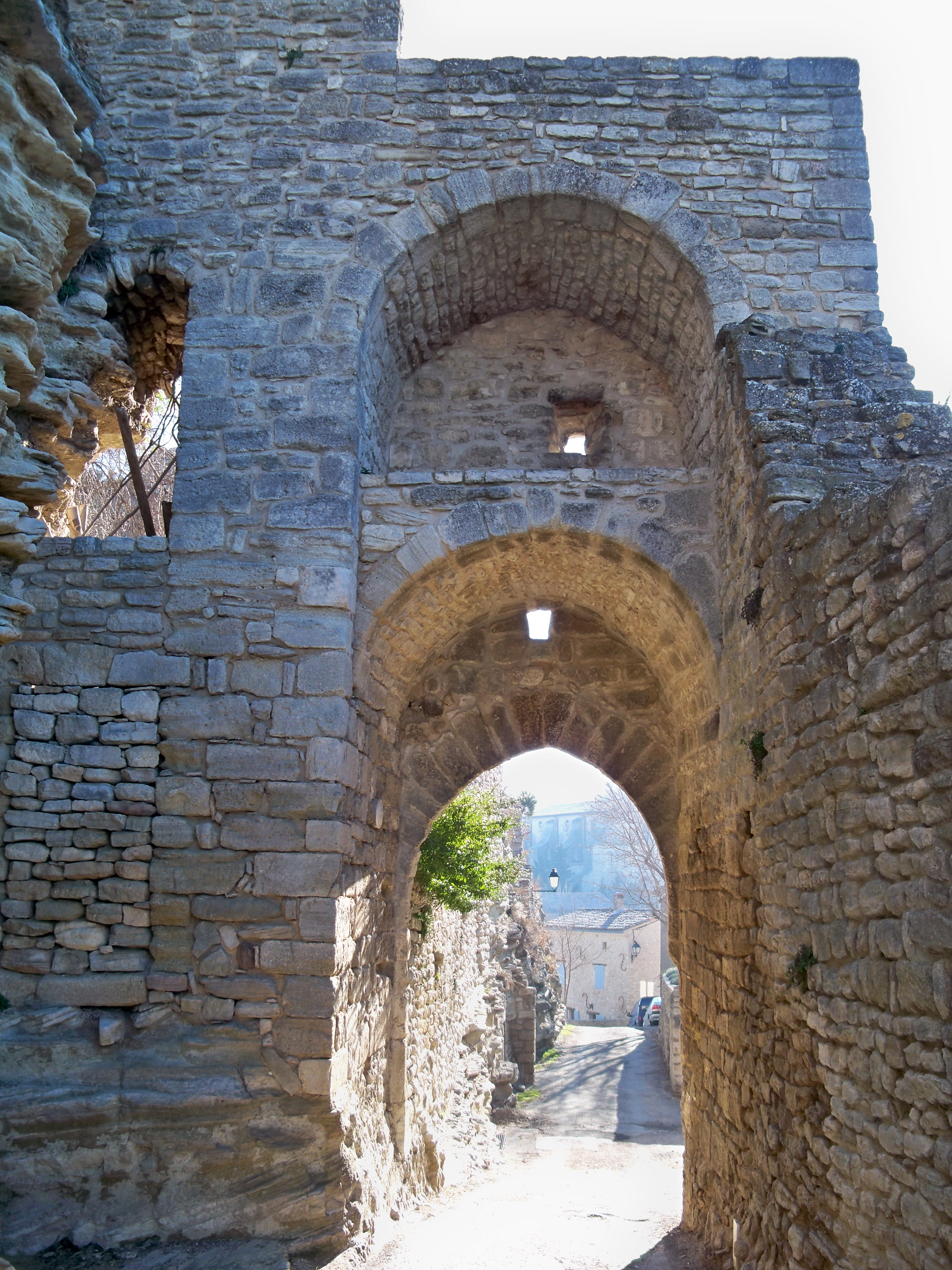
Porte des remparts à Saignon

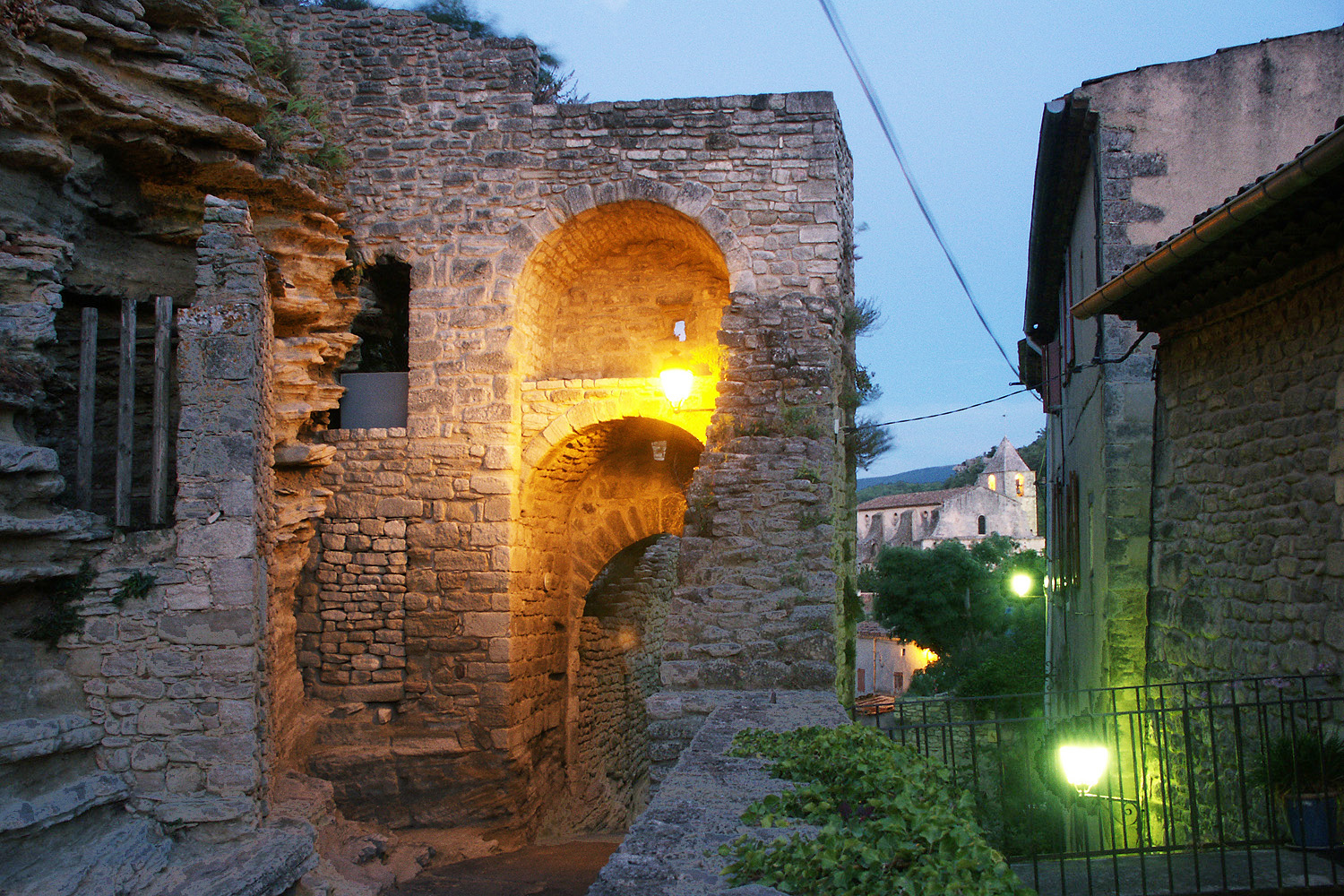
Courtine illuminée

Peu après la mort du roi René, le roi de France, Louis XI capte à son profit le comté de Provence. Les familles de la vieille noblesse provençale représentées par Foulque d’Agoult, René de Castellane et Jean de Pontevès, refusant cette mainmise, font appel à René II de Lorraine, le petit-fils du défunt. En mars 1481, une partie des troupes du prétendant, conduite par Tinteville, s’installe à Saignon et à Apt.
Pour réduire la rébellion, Louis XI dépêche 18 000 hommes sous le commandement de Galeotti. La répression se déchaîne dans les Alpes provençales, mais par politique, Saignon et Apt sont amnistiés au cours du mois de septembre.
Cette lutte était prémonitoire pour préserver les libertés communales, puisque par deux fois au XVIe siècle, les Saignonnais sont obligés de les monnayer à François Ier et à Henri III qui voulaient les inféoder. Leurs droits sont rachetés 500 écus en 1526 et 300 écus en 1596.
Dans cette période d’intégration difficile, en 1503, les magistrats de Saignon mettent en place un règlement de police des vignes et des champs. Pour lutter contre les vols de nuit, l’amende infligée au contrevenant est doublée. En 1562, à la demande du Conseil de Ville d'Apt, la cité accueille une garnison de cavalerie censée devoir lutter contre les religionnaires qui tiennent Sivergues et le fort de Buoux. Les cavaliers sont licenciés au bout de trois jours, car ils avaient exigé que chaque paire de jours leur soient livrés « douze poules, six moutons, quatre perdrix et deux tonneaux de vin ».
Georges et sa sœur Madeleine de Scudéry, séjournent au château de Valcroissant entre 1630 et 1640. Là, ils se lient d'amitié avec les Rémerville qui habitent le château voisin de Saint-Quentin. Cette relation permet à Joseph-François de Rémerville, jeune militaire à Paris, d'être reçu dans le salon de la Grande Précieuse.

### Époque contemporaine

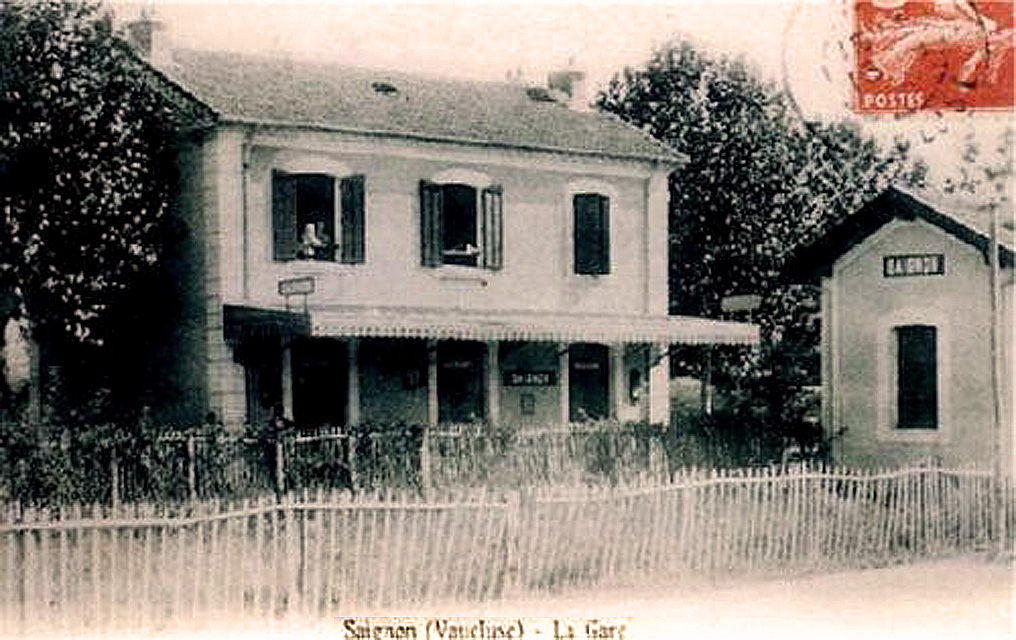
La gare de Saignon au début du XX

Jusqu'au début du XXe siècle, au hameau de Saint-Quentin, était exploitée une mine de soufre. Elle fut remise en activité lors de la Seconde Guerre mondiale pour fournir la viticulture en sulfate de cuivre.

## Politique et administration

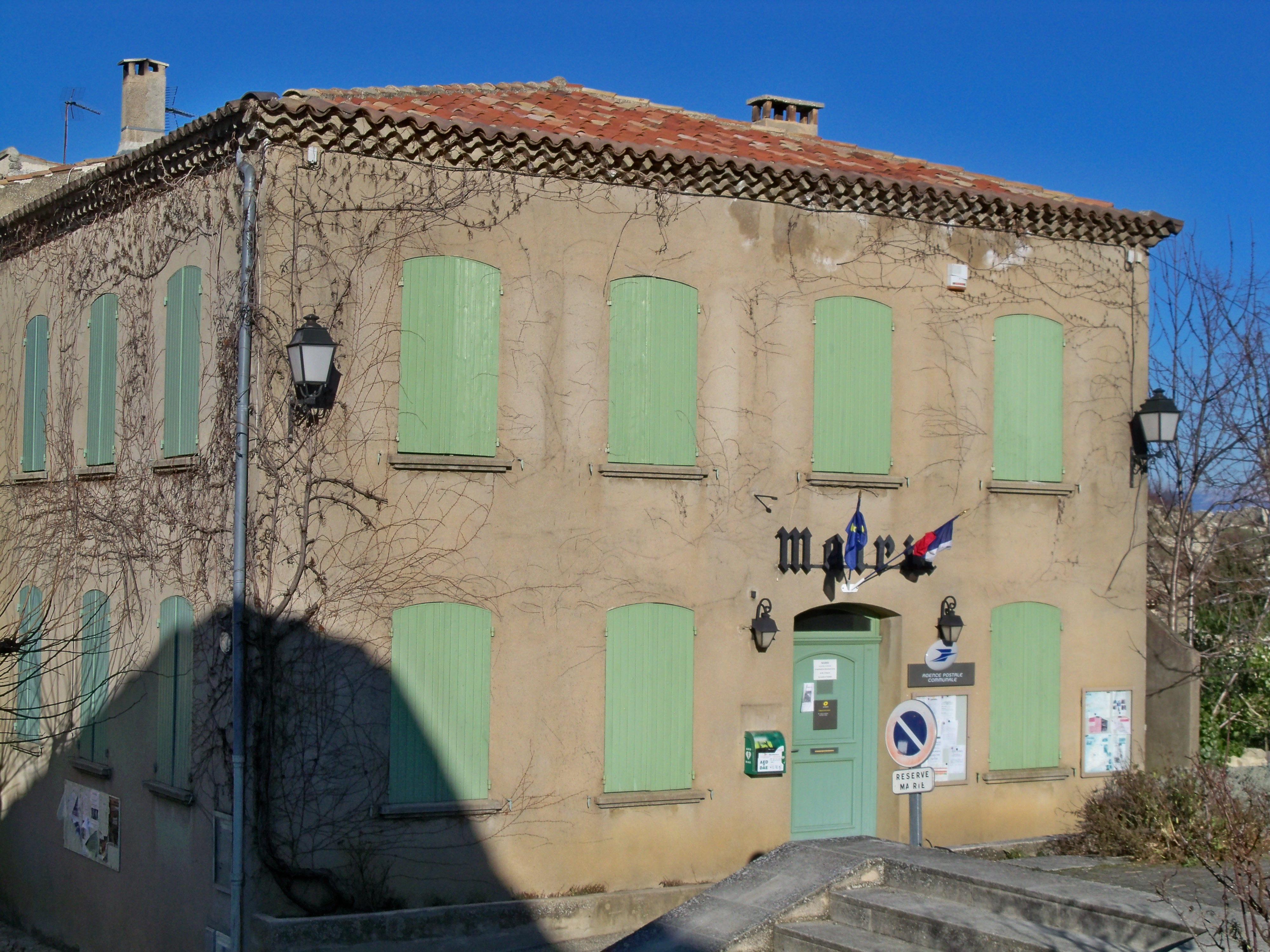
Mairie de Saignon

### Liste des maires
| Période                                  | Période | Identité             | Étiquette | Qualité |
| ---------------------------------------- | ------- | -------------------- | --------- | ------- |
| Mai 2014                                 | 2020    | Jean-Pierre Haucourt |           |         |
| Les données manquantes sont à compléter. |         |                      |           |         |

### Fiscalité
| Taxe                                                | Part communale | Part intercommunale | Part départementale | Part régionale |
| --------------------------------------------------- | -------------- | ------------------- | ------------------- | -------------- |
| Taxe d'habitation (TH)                              | 8,28 %         | 0,00 %              | 7,55 %              | 0,00 %         |
| Taxe foncière sur les propriétés bâties (TFPB)      | 9,34 %         | 0,00 %              | 10,20 %             | 2,36 %         |
| Taxe foncière sur les propriétés non bâties (TFPNB) | 30,69 %        | 0,00 %              | 28,96 %             | 8,85 %         |
| Taxe professionnelle (TP)                           | 00,00 %        | 19,37 %             | 13,00 %             | 3,84 %         |

La Part régionale de la taxe d'habitation n'est pas applicable.

### Budget et fiscalité 2016
En 2016, le budget de la commune était constitué ainsi :
- total des produits de fonctionnement : 869 000 €, soit 831 € par habitant ;
- total des charges de fonctionnement : 786 000 €, soit 752 € par habitant ;
- total des ressources d’investissement : 209 000 €, soit 200 € par habitant ;
- total des emplois d’investissement : 550 000 €, soit 525 € par habitant.
- endettement : 901 000 €, soit 862 € par habitant.

Avec les taux de fiscalité suivants :
- taxe d’habitation : 8,28 % ;
- taxe foncière sur les propriétés bâties : 9,34 % ;
- taxe foncière sur les propriétés non bâties : 30,69 % ;
- taxe additionnelle à la taxe foncière sur les propriétés non bâties : 0,00 % ;
- cotisation foncière des entreprises : 0,00 %.

Chiffres clés Revenus et pauvreté des ménages en 2014 : Médiane en 2014 du revenu disponible, par unité de consommation : 21 253 €.

## Population et société

### Démographie
L'évolution du nombre d'habitants est connue à travers les recensements de la population effectués dans la commune depuis 1793. Pour les communes de moins de 10 000 habitants, une enquête de recensement portant sur toute la population est réalisée tous les cinq ans, les populations de référence des années intermédiaires étant quant à elles estimées par interpolation ou extrapolation. Pour la commune, le premier recensement exhaustif entrant dans le cadre du nouveau dispositif a été réalisé en 2004.

En 2022, la commune comptait 922 habitants, en évolution de −8,44 % par rapport à 2016 (Vaucluse : +1,73 %, France hors Mayotte : +2,11 %).
| 1793  | 1800  | 1806  | 1821  | 1831  | 1836  | 1841  | 1846  | 1851 |
| ----- | ----- | ----- | ----- | ----- | ----- | ----- | ----- | ---- |
| 1 094 | 1 122 | 1 166 | 1 093 | 1 121 | 1 089 | 1 136 | 1 015 | 988  |

| 1856 | 1861 | 1866 | 1872 | 1876 | 1881 | 1886 | 1891 | 1896 |
| ---- | ---- | ---- | ---- | ---- | ---- | ---- | ---- | ---- |
| 971  | 941  | 937  | 893  | 892  | 817  | 774  | 704  | 665  |

| 1901 | 1906 | 1911 | 1921 | 1926 | 1931 | 1936 | 1946 | 1954 |
| ---- | ---- | ---- | ---- | ---- | ---- | ---- | ---- | ---- |
| 678  | 651  | 642  | 518  | 538  | 476  | 521  | 466  | 418  |

| 1962 | 1968 | 1975 | 1982 | 1990  | 1999 | 2004  | 2006  | 2009  |
| ---- | ---- | ---- | ---- | ----- | ---- | ----- | ----- | ----- |
| 396  | 521  | 680  | 910  | 1 018 | 994  | 1 005 | 1 039 | 1 032 |

| 2014  | 2019 | 2022 | - | - | - | - | - | - |
| ----- | ---- | ---- | - | - | - | - | - | - |
| 1 015 | 929  | 922  | - | - | - | - | - | - |

### Santé
L'hôpital le plus proche se situe à Apt.

### Cultes
Culte catholique, Paroisse d'Apt, Diocèse d'Avignon.

### Vie locale
Le village a une boulangerie, une épicerie, un salon de thé, des bars et restaurants et un hôtel.
La relative proximité de la ville d'Apt permet l'accès aux supermarchés, grandes surfaces spécialisées, etc.

## Économie

### Agriculture

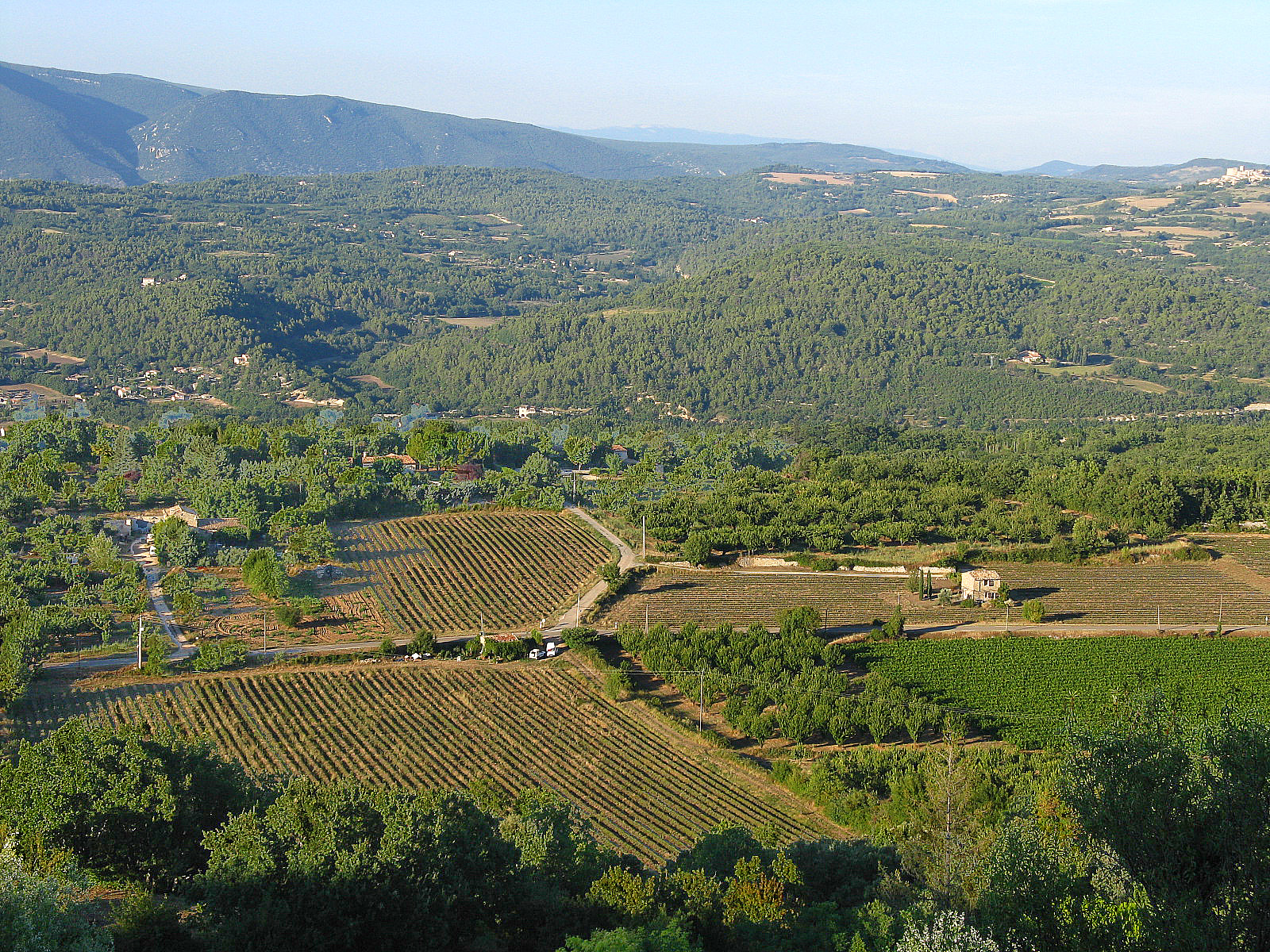
Vignobles à Saignon

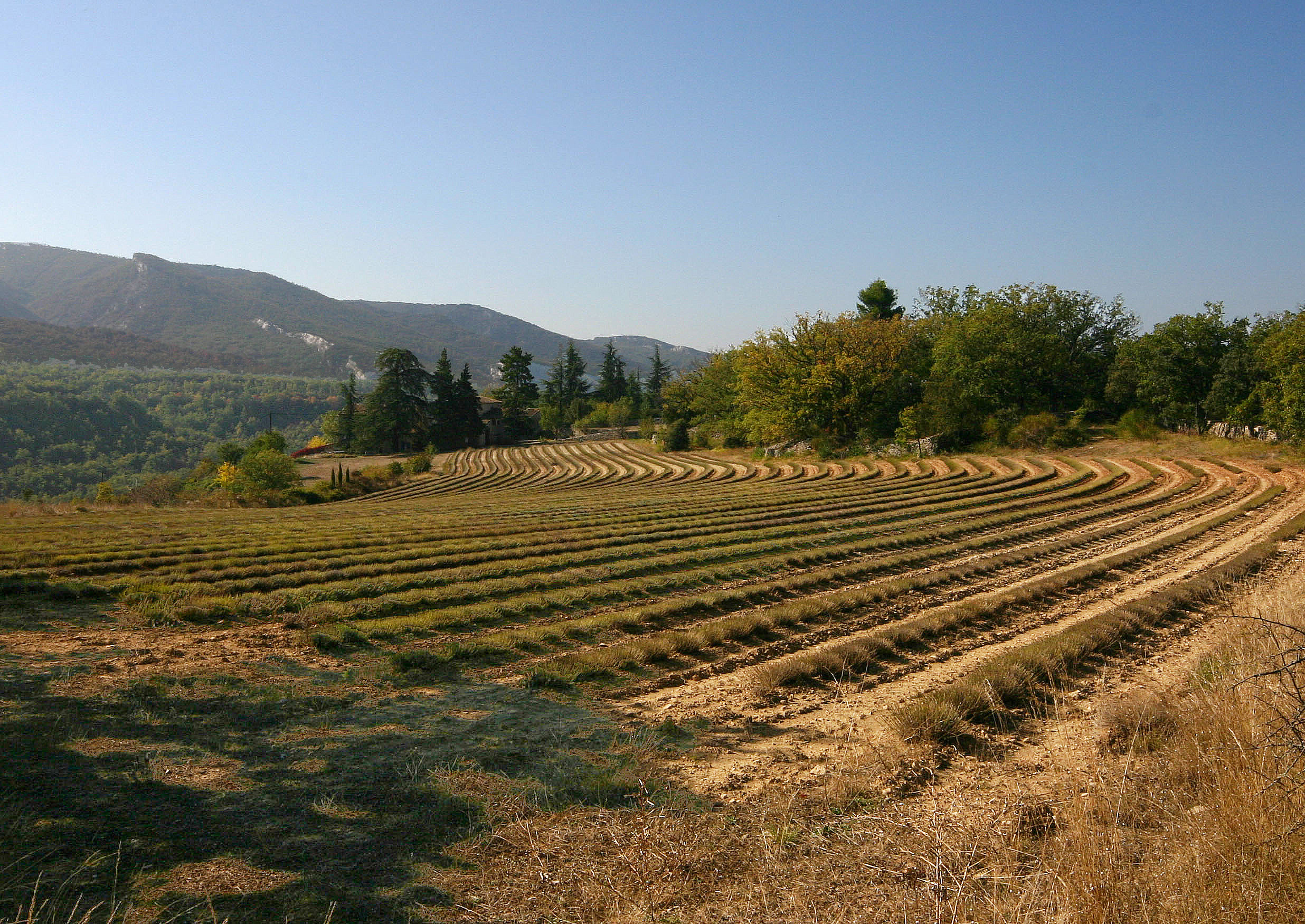
Champ de lavande à Saignon

Aujourd'hui, le vignoble de la commune est classé dans l'appellation d'origine contrôlée (AOC) Ventoux pour la partie nord, et Luberon pour le reste. Les vins qui ne sont pas en appellation d'origine contrôlée peuvent revendiquer, après agrément le label Vin de pays d'Aigues.
La commune produit aussi du lavandin, ainsi que des truffes,.
Le pépiniériste et auteur Jean-Luc Danneyrolles exerce dans la commune.

### Tourisme

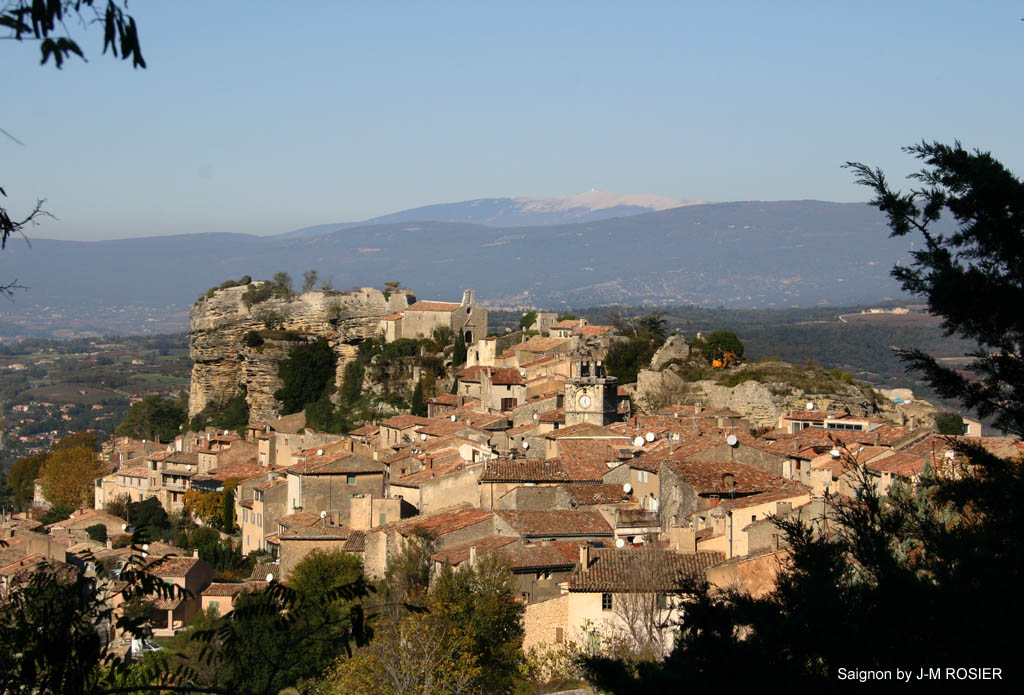
Le site perché du village de Saignon attire les touristes.

Comme l'ensemble des communes du nord Luberon, le tourisme joue un rôle, directement ou indirectement, dans l'économie locale.
On peut considérer trois principales sortes de tourisme en Luberon. Tout d'abord, le tourisme historique et culturel qui s'appuie sur un patrimoine riche des villages perchés ou sur des festivals. Ensuite, le tourisme détente qui se traduit par un important développement des chambres d'hôtes, de l'hôtellerie et de la location saisonnière, par une concentration importante de piscines et par des animations comme des marchés provençaux. Enfin, le tourisme vert qui profite des nombreux chemins de randonnées et du cadre protégé qu'offrent le Luberon et ses environs.

## Culture locale et patrimoine

### Lieux et monuments

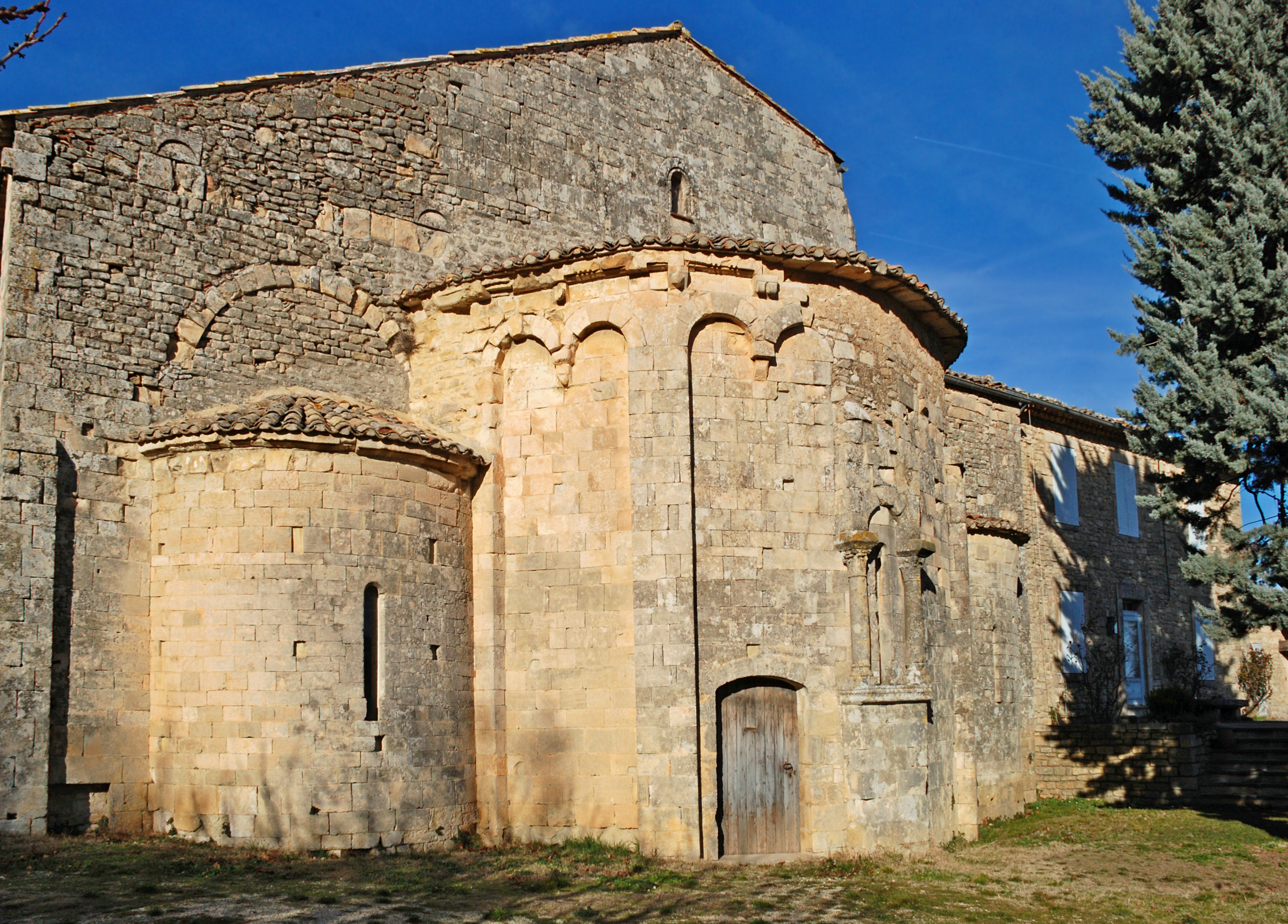
Abbaye Saint-Eusèbe.
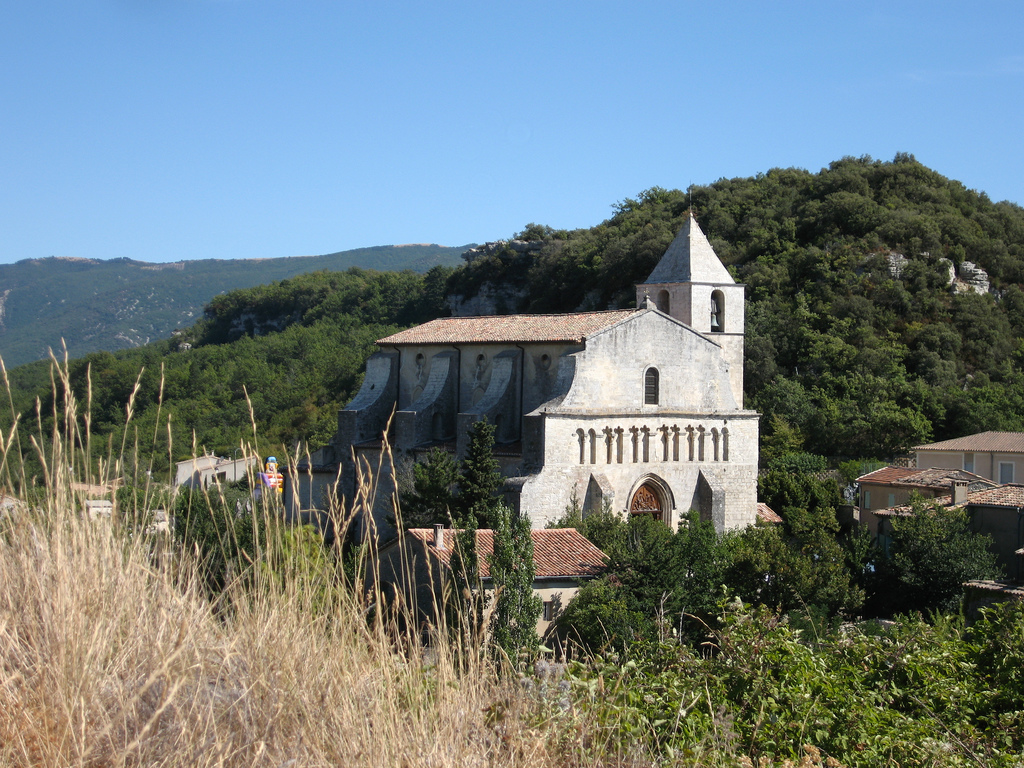
Notre-Dame de Pitié.
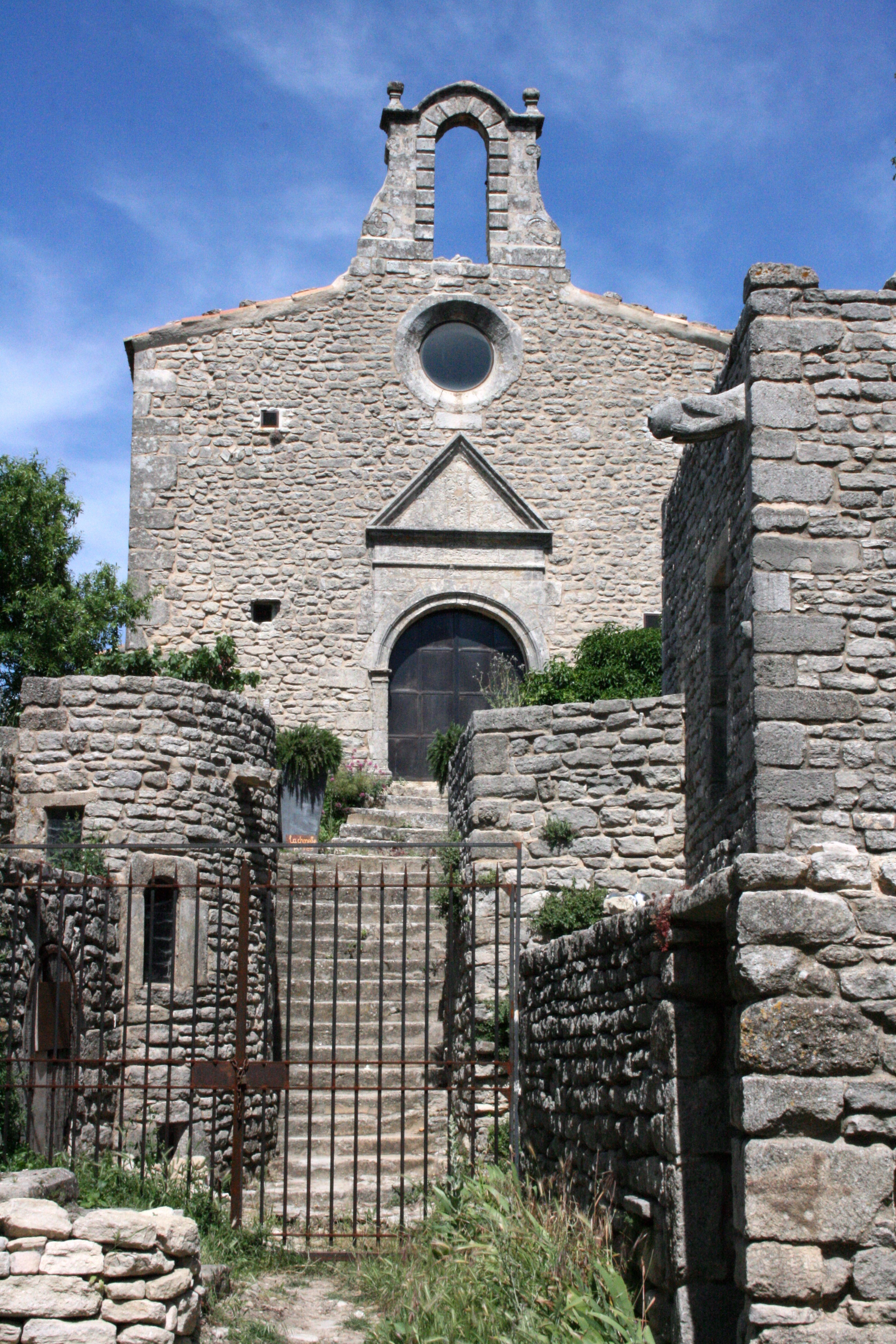
Chapelle Saint-Michel.
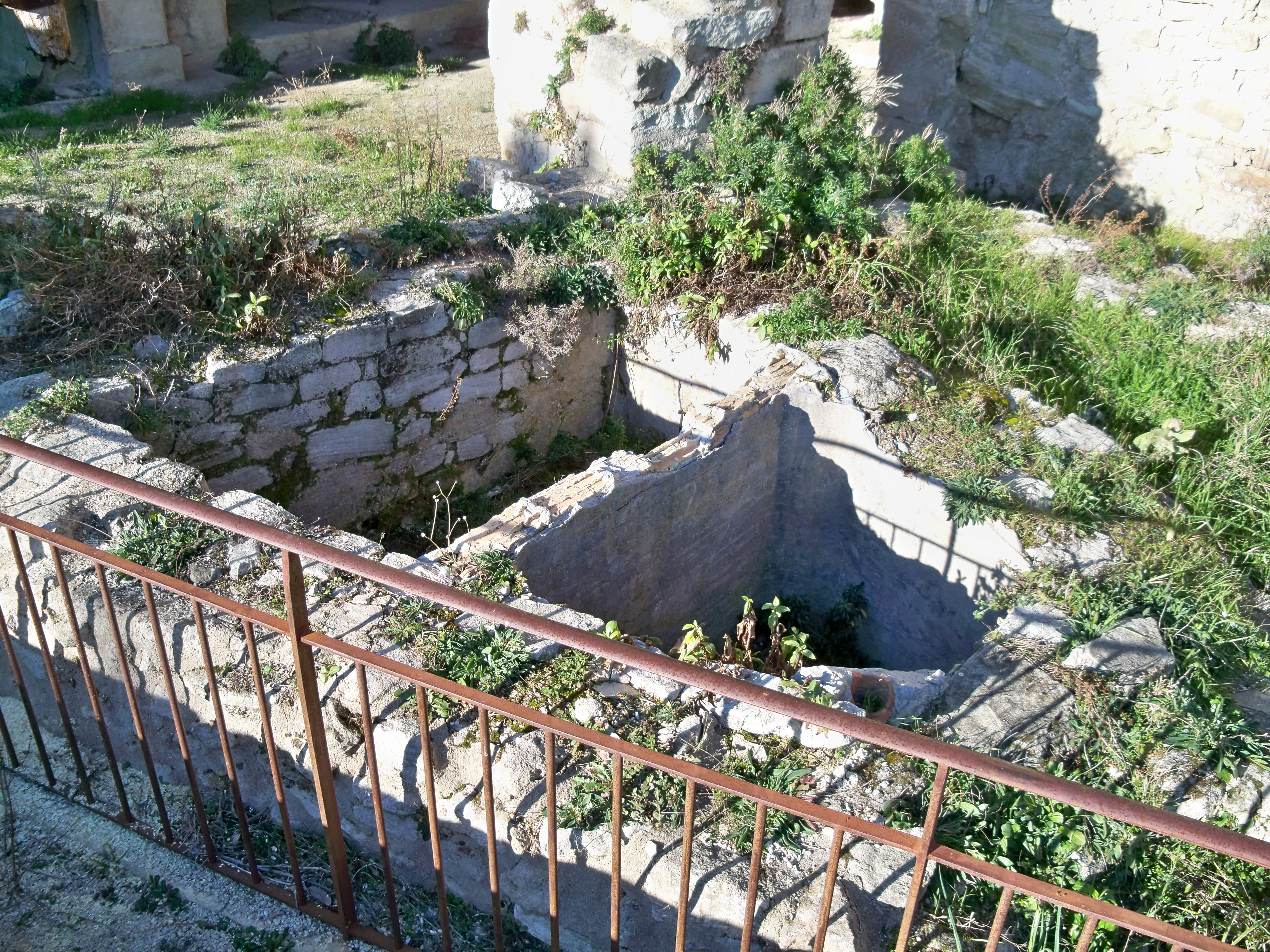
Cuves du moulin à huile troglodytique.

#### Ancienne abbaye Saint-Eusèbe
Sur son site, les fouilles archéologiques ont révélé que se trouvait le Palais des Fronton au IIe et IIIe siècles.
Aujourd'hui propriété privée, l'abbaye, qui a pris la suite de la villa Obaga, fut créée selon la tradition au VIIe siècle et placée sous la protection d’un hypothétique évêque d’Apt dont l’épiscopat se serait déroulé entre 545 et 549.
Ruinée par les grandes invasions, elle fut restaurée par Robert et Varacon, seigneurs de Saignon, en 1004, d’après le cartulaire de l’église d'Apt[réf. nécessaire]. Le comte de Provence Guillaume II et son épouse Gerberge la dotent en 1017. Quinze ans plus tard, elle est rattachée à l’abbaye bénédictine de Saint-Gilles en Languedoc.
Elle reçoit la visite d’Odilon, qui a succédé à dom Maïeul comme abbé de Cluny, en 1048, et le pape Urbain II qui retourne vers Rome, après avoir prêché la croisade s’y arrête en 1096.
Au XIIe siècle, ses prieurés s’étendent sur les diocèses d’Apt, de Cavaillon, de Carpentras, de Glandevès, d’Aix et de Nice. Mais l’abbaye, désertée par ses moines, devient, en 1431, une commende des princes-évêques d’Apt jusqu’à la Révolution où elle est vendue comme bien national et convertie en grange.
Seule reste de nos jours l’église abbatiale qui est utilisée aujourd'hui comme galerie d’exposition.
L'ancienne abbaye Saint-Eusèbe de Saignon, propriété privée, est classée Monument historique.

#### Église Notre-Dame de Pitié
Cette église paroissiale est située en dehors de l'enceinte du village. Son architecture romane date du XIe et XIIe siècles et son porche du XVIe siècle s'ouvre par un portail à trois portes. Sur cette façade, un grand arc gothique enserre une série d'arcades en plein-cintre ou trilobées qui s'ouvrent par des niches géminées.
Son clocher pyramidal surplombe une triple nef. Le toit de l'abside est couvert en lauze.
À l’intérieur de l’église, tout près de l'entrée, se trouvait une pierre gravée d’une inscription celto-grecque ainsi que la bulle du concile qui se tint à Apt en 1365. On remarque toujours les fonts baptismaux creusés dans une pierre d'autel carolingien.
L'église paroissiale Notre-Dame-de-Pitié, propriété de la commune, est classée Monument historique.
S'y trouve un bénitier en marbre daté du XIe siècle, classé Monument historique.

#### ChapelleSaint-Michelde Transi
Chapelle attestée en 1032, l'actuelle possède en réemploi sa dédicace « Domus Stephanos Eps. Sacravit Ecclam ».

#### Le Rocher de Saignon

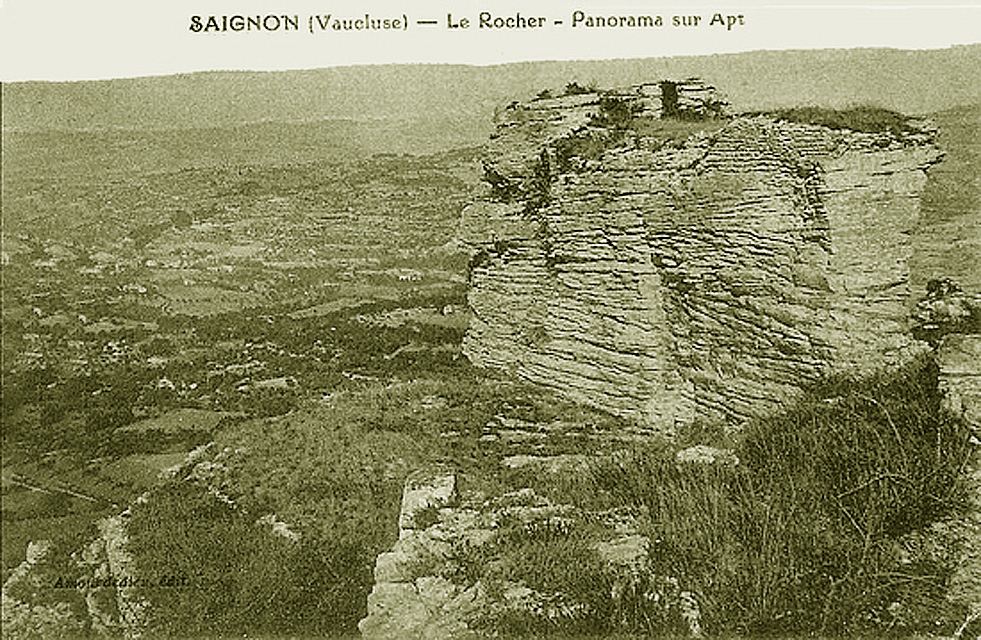
Sommet du Rocher au début du XX

Le rocher de Saignon, s’il ne garde traces de ses trois châteaux, a conservé des salles rupestres, dont l'une a abrité un moulin à huile, des caves, des citernes, des aiguiers et des escaliers creusés dans le roc. Une légende situe ici la « Prison de la Reine Jeanne », cavité toujours visible sur les flancs du rocher.

#### La cabane en pierre sèche de Garuse
Ce cabanon pointu se trouve au lieu-dit Garuse. Son matériau est de la molasse calcaire, employée à sec (sans mortier). Il fait partie d'un ensemble formé d'une remise à charrette en appentis (ruinée), d'un puits couvert, d'un mur pare-vent et d'un banc de grandes dalles. Son corps de base est rectangulaire sous un couvrement en forme de pyramide aux angles arrondis, coiffée d'un épi en forme d'obus. L'entrée, couverte par un arc clavé surbaissé, regarde au sud. La pièce intérieure fait 3,10 m sur 3,70 m sous une voûte encorbellée culminant à 4,45 m. Les parois sont revêtues d'un enduit à la chaux. Comme les autres cabanons pointus de Provence, il est datable du XIXe siècle. De propriété privée, il est inscrit à l'Inventaire général du patrimoine culturel,.

#### Autres lieux
- Place de la fontaine[72].
- Maison-atelier de Rosario Moreno[73].
- Chapelle Saint-Donat (1134).
- Hameau des Imbardes.
- Hameau des Gavots.
- Hameau des Gravats.
- Le site de Vansorgues avec quelques-unes des plus belles bories du pays d’Apt, en bordure des bois ou au milieu des champs.
- Château de Valcroissant, attesté comme lieu fortifié en 991, dont les bâtiments actuels datent des XVIe et XVIIe siècles.
- Château de Saint-Quentin, résidence des Rémerville.

### Patrimoine naturel

#### Espaces protégés et gérés
- Réserve naturelle nationale du Luberon : Saignon est l'une des dix communes concernées par cette zone en réserve, objet de la fiche FR3600090 - Lubéron[74].
- Réserve de Biosphère, zone centrale Luberon Lure : 61 communes dont Saignon sont cernées par cette zone de Biosphère, objet de la fiche FR6300009 - Luberon Lure[75].
- Réserve de Biosphère, zone tampon Luberon Lure : 70 communes dont Saignon sont cernées par cette zone de Biosphère, objet de la fiche FR6400009 - Luberon Lure[76].
- Réserve de Biosphère, zone de transition Luberon Lure : 75 communes dont Saignon sont cernées par cette zone de Biosphère, objet de la fiche FR6500009 - Luberon Lure[77].
- Parc naturel régional du Luberon : D'une superficie de 184 778 ha, le parc naturel concerne 71 communes. Il fait l'objet de la fiche FR8000003 - Luberon[78].

- Périmètre de Protection de la réserve naturelle géologique de Luberon : 27 communes dont Saignon sont concernées par ce périmètre de protection, décrit dans la fiche FR9500090 - Périmètre de Protection de la réserve naturelle géologique de Luberon[79].

#### ZNIEFF
Saignon est concernée par trois ZNIEFF de 2e génération :
- L'Aigue Brun : La zone s'étend sur 617 ha de 8 communes[80]. Le ruisseau Aigue Brun partage le Luberon en deux ensembles : petit Luberon à l’ouest et grand Luberon à l’est.
- Le Calavon : La zone s'étend sur 533 ha de 15 communes[81]. Elle est traversée par le Calavon, un cours d’eau à régime torrentiel méditerranéen.
- Plateau des Claparèdes : La zone couvre 1 049 ha de 4 communes. Le vaste plateau des Claparèdes est situé en piémont nord du massif du Grand Luberon qui s’étend depuis les côtes d’Auron, les Esconfines et les Ramades à l’ouest, jusqu’au-dessus du village de Saignon à l’est[82].

#### Natura 2000
Sites d'Intérêt Communautaire (Dir. Habitat) :
- Le Calavon et l'Encrème :Le site abrite un SIC de la directive « Habitats, faune, flore », d'une superficie de 2 553 ha, inscrit à l'Inventaire national du patrimoine naturel sous la fiche FR9301587 - Le Calavon et l'Encrème[83].

### Patrimoine culturel

#### Gastronomie
Les gibassiers (fougasses) de Saignon s’accompagnent traditionnellement de vin blanc.

### Héraldique
| Blason de Sault | Les armes peuvent se blasonner ainsi : De gueules à trois châteaux à deux tours et un donjon d'or ajourés et portillés de sable posés sur trois rochers aussi de sable aux failles d'argent. |

### Personnalités liées à la commune
- Raynouard 1er de Saignon, mort en 960, l'oncle paternel de dom Maïeul de Cluny et d’Eyric, qui à travers son fils Humbert de Caseneuve fut la tige des maisons d’Agoult-Simiane. Raynouard — dit encore Raynald — héros des chansons de geste Guillaume le Libérateur et Alyscamps, est décrit comme un géant d’une force prodigieuse. Sa notoriété resta telle durant tout le Moyen Âge qu’il fut placé par Dante dans son Paradis aux côtés du preux Roland et de Charlemagne.
- Joseph-François de Rémerville de Saint-Quentin, le premier historien du pays d'Apt au XVIIe siècle, né à Saignon.
- Étienne Sollier (1743-1827), député aux États généraux de 1789, né à Saignon.
- Auguste Pons (1794-? après 1856), député de Vaucluse, sous-préfet d'Apt, né à Saignon.
- Julio Cortázar (1914-1984) écrivain argentin et son épouse Aurora Bernárdez (1920-2014), elle-même écrivain, y avaient une maison comme résidence secondaire.
- Rosario Moreno  (1914-2007), née à Mendoza, en Argentine, artiste peintre et sculptrice.
- Luis Tomasello, (1915-2014) né à La Plata, en Argentine, sculpteur argentin.
- Brigitte Friang (1924-2011), résistante, déportée, reporter de guerre, journaliste et écrivaine[87].
- Saúl Yurkievich (1931-2005), écrivain et poète argentin.
- Pierre Vassiliu (1937-2014), auteur-compositeur-interprète français y acquit une maison au début des années 1970 et y vécut, invitant bon nombre de ses amis chanteurs ou comédiens[88].